# Nordkorea
Die Demokratische Volksrepublik Korea (koreanisch 조선민주주의인민공화국, [t͡ɕo̞sʰʌ̹n mind͡ʑud͡ʑu(ɰ)i inmin ko̞ŋβwa̠ɡuk̚], Chosŏn Minjujuŭi Inmin Konghwaguk, kurz DVRK, seltener Koreanische Demokratische Volksrepublik oder KDVR), bekannt als Nordkorea, ist ein Staat in Ostasien, der den nördlichen Teil der Koreanischen Halbinsel umfasst, im Süden entlang der Demilitarisierten Zone an Südkorea und im Norden entlang den Flüssen Amnok und Duman an China und Russland grenzt. Hauptstadt und größte Stadt des Landes ist Pjöngjang. Weitere Großstädte sind Nampo, Kaesong und Rason. Wie auch Südkorea beansprucht Nordkorea den Anspruch als alleinige legitime Regierung Koreas.
Nordkorea ist verfassungsgemäß ein sozialistischer Einparteienstaat, der von der Demokratischen Front für die Wiedervereinigung des Vaterlandes unter der Führung der Partei der Arbeit Koreas regiert wird. Das Regierungssystem wird von Menschenrechtsorganisationen und Regierungen andere Länder als totalitär bezeichnet.
Das erste Staatsoberhaupt des Landes, Kim Il-sung, nutzte den Koreakrieg und den August-Vorfall um seine politischen Gegner zu beseitigen und seine Macht zu konsolidieren. Nach seinem Tod setzten seine Nachkommen Kim Jong-il und Kim Jong-un die Gewaltherrschaft fort und übernahmen ebenso seinen Personenkult. Es gilt als einer der restriktivsten international anerkannten Staaten der Gegenwart. In verschiedenen Demokratieskalen belegt das Land seit Beginn der Messungen bis heute durchgehend einen der letzten Plätze. Die Staatsführung steht wegen schwerer Verletzungen der Menschenrechte weltweit in der Kritik und das Land ist international weitgehend isoliert.
Die koreanische Halbinsel ist seit dem Altpaläolithikum von Menschen bewohnt und die ersten Siedlungen stammen aus der Jungsteinzeit. Die ersten Aufzeichnungen von Staatentümern tauchen im 7. Jhd. v. Chr. auf. Nach der Vereinigung der Drei Reiche Koreas durch Silla und Balhae wurde Korea von der Goryeo-Dynastie (918–1392) und der Joseon-Dynastie (1392–1897) regiert. Das darauffolgende Kaiserreich Korea wurde 1910 von Japan annektiert. Nach dem Ende der japanischen Besatzung und der Kapitulation Japans im Zweiten Weltkrieg wurde Korea von der Sowjetunion und den USA in zwei Besatzungszonen geteilt. Versuche auf eine Einigung schlugen fehl und die Teilung verhärtete sich auf politischen Linien. Der Koreakrieg (1950 bis 1953) besiegelte die Spaltung der koreanischen Halbinsel (siehe dazu Korea-Konflikt).
Nordkorea steht wegen der Entwicklung und Weitergabe von militärischer Raketentechnik etwa seit dem Jahr 2000 im Blickpunkt der Weltöffentlichkeit. 2005 wurde bekannt gegeben, dass ein nordkoreanisches Kernwaffenprogramm existiert. 2011 war jeder zwanzigste Nordkoreaner Angehöriger des Militärs.
Nordkorea lag beim BIP pro Kopf und dem Index der menschlichen Entwicklung (HDI) bis in die 1970er-Jahre vor dem Süden, wurde jedoch im Zuge von Südkoreas rasantem Wirtschaftswachstum schnell überholt. Nach dem Zusammenbruch der Sowjetunion Anfang der 1990er-Jahre – Nordkoreas wichtigstem Handelspartner und Unterstützer – brach ein Großteil des Außenhandels ein. Infolge fehlender Energieimporte und mangelnder technischer Unterstützung kam es zu einer schweren Energiekrise. Diese verschärfte die landwirtschaftliche Produktion drastisch und führte Mitte der 1990er-Jahre zu einer verheerenden Hungersnot, der Schätzungen zufolge zwischen 240.000 und 3 Millionen Menschen zum Opfer fielen. Nordkorea zählt heute zu den ärmsten und unterentwickeltsten Ländern der Welt, ist aber aufgrund intransparenter Statistiken nicht im HDI (Human Development Index) vertreten. Es mehren sich insbesondere seit den vollständigen Grenzschließungen im Rahmen der Covid-19-Pandemie wieder die Anzeichen einer neuerlichen Hungersnot im Land. Aufgrund der starken Abschottung sowie der geringen Zahl an Ausländern im Land, welche durch die Pandemie noch einmal stark gesunken ist, gibt es jedoch so gut wie keine Augenzeugenberichte von der humanitären Lage vor Ort.

## Landesname
Der Name Korea leitet sich vom Namen Goryeo (auch Koryŏ geschrieben) ab. Der Name Goryeo selbst wurde zuerst von dem alten Königreich Goguryeo (Koguryŏ) verwendet.
In Nordkorea ist die Kurzform Chosŏn (kor. 조선, Korea) üblich. In Südkorea, wo Gesamtkorea Hanguk statt Chosŏn genannt wird, heißt der Nachbarstaat Bukhan (북한, 北韓, „Nordkorea“).
In Deutschland, Österreich, der Schweiz und Nordkorea wird offiziell die Bezeichnung „Demokratische Volksrepublik Korea“ (DVRK / koreanisch: 조선민주주의인민공화국, Chosŏn Minjujuŭi Inmin Konghwaguk) verwendet. Nordkorea selbst bevorzugte bis Mitte Dezember 2007 die in der DDR etablierte Übersetzung „Koreanische Demokratische Volksrepublik“ (KDVR). Bis 1977 wurde in der DDR die 1949 vom Ministerrat der DDR verfügte Bezeichnung „Koreanische Volksdemokratische Republik“ (KVDR) angewandt. Auf Bitte der nordkoreanischen Regierung war nach dem Staatsbesuch Erich Honeckers in Nordkorea 1977 die Bezeichnung in „Koreanische Demokratische Volksrepublik“ geändert worden. Im Englischen wird der Landesname Democratic People's Republic of Korea mit DPRK abgekürzt.

## Geographie

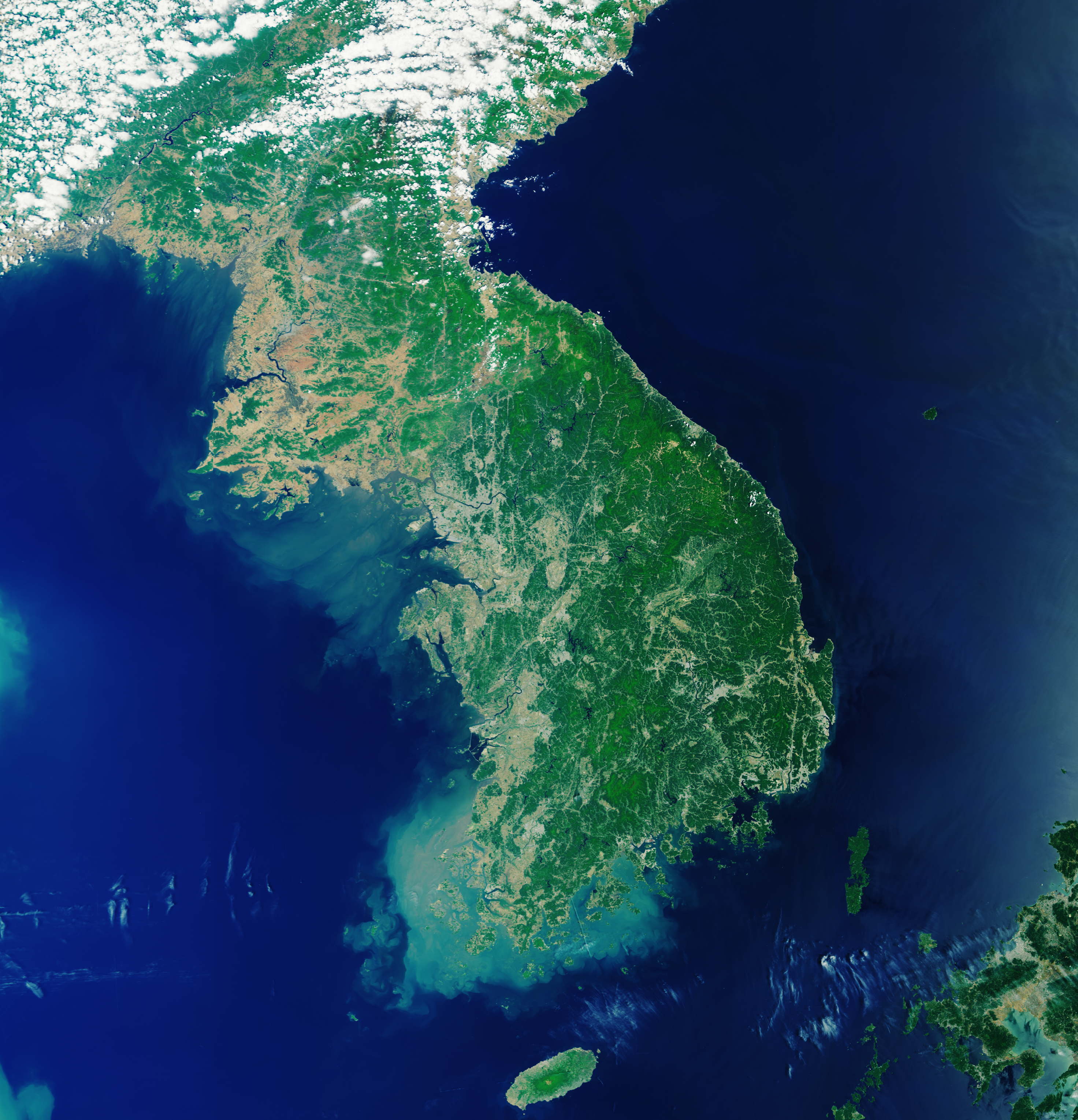
Satellitenbild der koreanischen Halbinsel (ESA, 2019)

Im Norden grenzt das Land an die Volksrepublik China. Im äußersten Nordosten kommt ein etwa 19 Kilometer kurzer Grenzstreifen zu Russland hinzu – entlang des Flusses Tumen bis zur Mündung in den Pazifik. Nordkoreas Westküste liegt an der Koreabucht, einem Teil des Gelben Meeres. Im Süden bildet die Militärische Demarkationslinie in der Mitte der demilitarisierten Zone die faktische Grenze zu Südkorea (Republik Korea). Im Osten befindet sich das Japanische Meer, das von den Nordkoreanern als Koreanisches Ostmeer bezeichnet wird. In den Namensstreit um das Japanische Meer ist auch Südkorea verwickelt.
- Grenze zwischen der Volksrepublik China und Nordkorea
- Grenze zwischen Nordkorea und Russland
- Grenze zwischen Nordkorea und Südkorea

Das Landesinnere ist wegen seines gebirgigen Charakters nur dünn besiedelt. Die Bevölkerung konzentriert sich auf die Küstenregionen im Westen und Osten des Landes. Dementsprechend befinden sich dort auch die größten Städte Nordkoreas; neben der Hauptstadt Pjöngjang sind dies Hamhŭng, Kaesŏng, Sinŭiju sowie Ch’ŏngjin.
Nordkorea ist in neun Provinzen unterteilt.
Der höchste Berg ist der Paektusan (2744 Meter) im Changbai-Gebirge an der Grenze zu China. Die wichtigsten Flüsse sind der Tumen (im Norden) und der Amrok (bekannter unter seiner chinesischen Bezeichnung Yalu).

### Klima

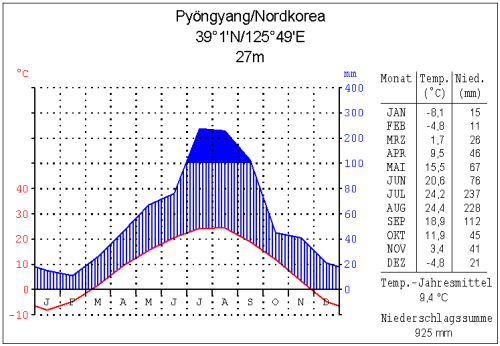
Klimadiagramm Pjöngjang

Nordkorea besitzt im Wesentlichen ein gemäßigtes Kontinentalklima mit vier ausgeprägten Jahreszeiten. Der Jahresniederschlag fällt hauptsächlich während des Monsuns (jangma) im Zeitraum von Juni bis August. Die Wintermonate sind durch Kälte und Trockenheit gekennzeichnet. Im Herbst ist das Land gelegentlich von Taifunen betroffen. Ein solcher Taifun traf besonders den Nordosten des Landes im August 2015 schwer.

### Größte Städte

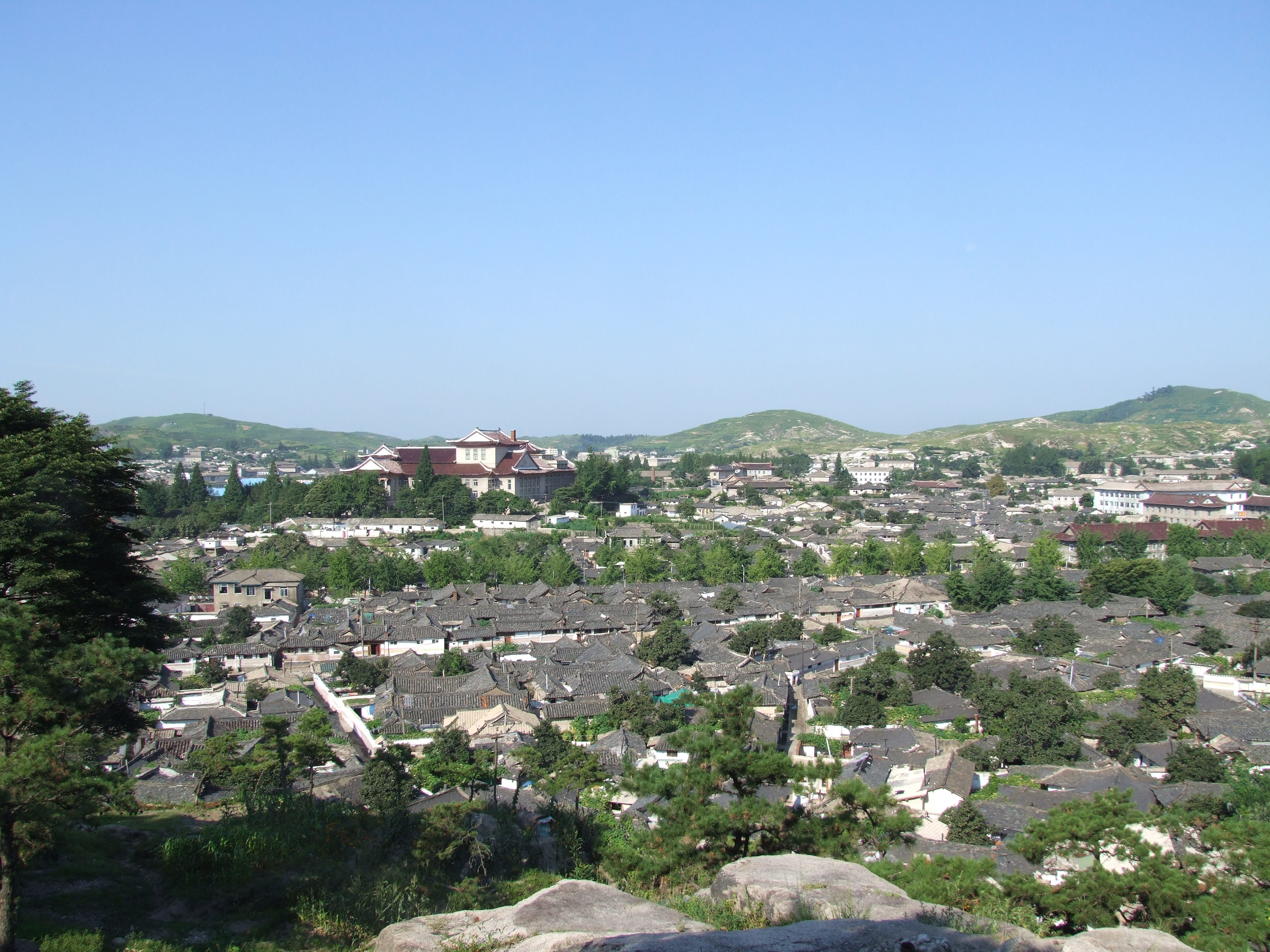
Blick über die Altstadt der früheren Goryeo-Königsstadt Kaesŏng

Im Jahr 2023 lebten 63 Prozent der Einwohner Nordkoreas in Städten. Der mit Abstand größte Ballungsraum in Nordkorea ist Pjöngjang mit einer Einwohnerzahl von 3.702.757 (Stand 1. Januar 2005). Damit leben 16 Prozent der Menschen des Landes in der Hauptstadtregion.
Die Einwohnerzahlen gelten für den Tag der Volkszählung von 2008 und beziehen sich auf die eigentliche Stadt ohne Vorortgürtel.
| Rang | Name          | Name    | Name   | Einwohner 2008 | Verwaltungseinheit |
| Rang | Transkription | Hangeul | Hanja  | Einwohner 2008 | Verwaltungseinheit |
| ---- | ------------- | ------- | ------ | -------------- | ------------------ |
| 1.   | Pjöngjang     | 평양    | 平壤   | 3.255.288      | Pjöngjang          |
| 2.   | Hamhŭng       | 함흥    | 咸興   | 768.551        | Hamgyŏng-namdo     |
| 3.   | Ch’ŏngjin     | 청진    | 淸津   | 667.929        | Hamgyŏng-pukto     |
| 4.   | Namp’o        | 남포    | 南浦   | 366.341        | P’yŏngan-namdo     |
| 5.   | Wŏnsan        | 원산    | 元山   | 363.127        | Kangwŏn-do         |
| 6.   | Sinŭiju       | 신의주  | 新義州 | 359.341        | P’yŏngan-pukto     |
| 7.   | Tanch’ŏn      | 단천    | 端川   | 345.876        | Hamgyŏng-namdo     |
| 8.   | Kaech’ŏn      | 개천    | 价川   | 319.554        | P’yŏngan-namdo     |
| 9.   | Kaesŏng       | 개성    | 開城   | 308.440        | Hwanghae-pukto     |
| 10.  | Sariwŏn       | 사리원  | 沙里院 | 307.764        | Hwanghae-pukto     |

## Kalender und Zeitzone
1997, drei Jahre nach dem Tod Kim Il-sungs, wurde in Nordkorea offiziell der nach der Staatsideologie benannte Chuch’e-Kalender eingeführt. Er unterscheidet sich vom Gregorianischen Kalender durch die Jahreszählung, die mit dem Geburtsjahr des Staatsgründers 1912 beginnt. Das Jahr 2025 ist somit das Jahr Chuch’e 114, wobei in der Regel beide Jahreszahlen angegeben werden, also etwa „Juche 109 (2020)“.
Im August 2015 (zum 70. Jahrestag der Unabhängigkeit von Japan) stellte Nordkorea auf die neu geschaffene Zeitzone UTC+8:30 um („Pjöngjang-Zeit“). Zuvor hatten Japan, Süd- und Nordkorea dieselbe Zeit UTC+9 („Korea-Standardzeit“), die während der japanischen Kolonialherrschaft in Korea (1910–1945) eingeführt worden war. Zum 5. Mai 2018 wurde diese Änderung jedoch wieder rückgängig gemacht, sodass das gesamte Korea wieder in derselben Zeitzone liegt.

## Bevölkerung

Bevölkerungsentwicklung, Fertilitäts- und Nettoreproduktionsraten von 1950 bis 2021; Prognose der Bevölkerungsentwicklung bis 2032; Schätzung der Vereinten Nationen 2022

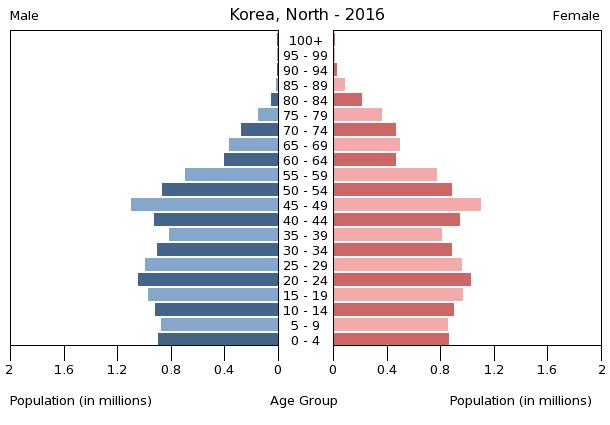
Bevölkerungspyramide Nordkorea 2016

### Demografie
Nordkorea ist ethnisch homogen – abgesehen von einer kleinen chinesischen Minderheit im Norden des Landes – und weist den prozentual niedrigsten Ausländeranteil weltweit auf. Es gilt als praktisch unmöglich, sich als Ausländer in Nordkorea niederzulassen. Im Jahre 2017 waren 0,2 % der Bevölkerung im Ausland geboren.
Die Bevölkerung Nordkoreas wuchs im Zeitraum von 1960 bis 2016 von 12,3 auf mehr als 25 Millionen Menschen. Nordkoreanischen Statistiken zufolge ist die Lebenserwartung seit 1986 im Mittel gesunken. Der offizielle Zensus Nordkoreas vom Jahr 2008 gibt die Lebenserwartung von Männern mit 65,6 Jahren an, die von Frauen mit 72,7 Jahren. Nach Angaben der Vereinten Nationen (UN) betrug die durchschnittliche Lebenserwartung im Zeitraum von 2010 bis 2015 für Männer 67,2 Jahre, für Frauen 74,1 Jahre. Die Lebenserwartung der Einwohner Nordkoreas ab der Geburt lag 2022 lt. Schätzung der Weltbank bei 73,6 Jahren (Frauen: 76,1, Männer: 71). Laut Angaben des Zensus Nordkoreas von 2008 lag die Säuglingssterblichkeit bei 1,9 %. Trotz der zahlreichen Probleme und der schlechten Ausstattung des nordkoreanischen Gesundheitswesens ist es gelungen, die Lebenserwartung seit dem Ende des Korea-Kriegs um knapp 30 Jahre zu steigern und die Kindersterblichkeit zu senken. Die Anzahl der Geburten pro Frau lag 2022 lt. Weltbank statistisch bei 1,8, die der Region Ostasien und Ozeanien betrug 1,5. Mit einem Medianalter von 34,2 Jahren und einer Bevölkerungswachstumsrate von jährlich 0,5 % hat Nordkorea eher die demographische Struktur von deutlich höher entwickelten Ländern.
Seit Gründung der Demokratischen Volksrepublik Korea gibt es, angetrieben durch die politischen Repressionen sowie die schlechten Lebensbedingungen, einen seit der Jahrtausendwende stark angewachsenen Flüchtlingsstrom. Die Statistik des südkoreanischen Ministeriums für Wiedervereinigung über die Zahl der im Süden eintreffenden nordkoreanischen Flüchtlinge zeigt eine deutliche Aufwärtstendenz. Viele Nordkoreaner haben, bevor sie im Süden eintreffen, vorher längere Zeit in anderen Ländern (meist in China) gelebt:
- bis 1989: 607
- 1990: 9
- 1991: 9
- 1992: 8
- 1993: 8
- 1994: 52
- 1995: 41
- 1996: 56
- 1997: 85
- 1998: 71
- 1999: 148
- 2000: 312
- 2001: 583
- 2002: 1138
- 2003: 1281
- 2004: 1894
- 2005: 1383
- 2006: 2018
- 2007: 2544
- 2008: 2809
- 2009: 2927
- 2010: 2423

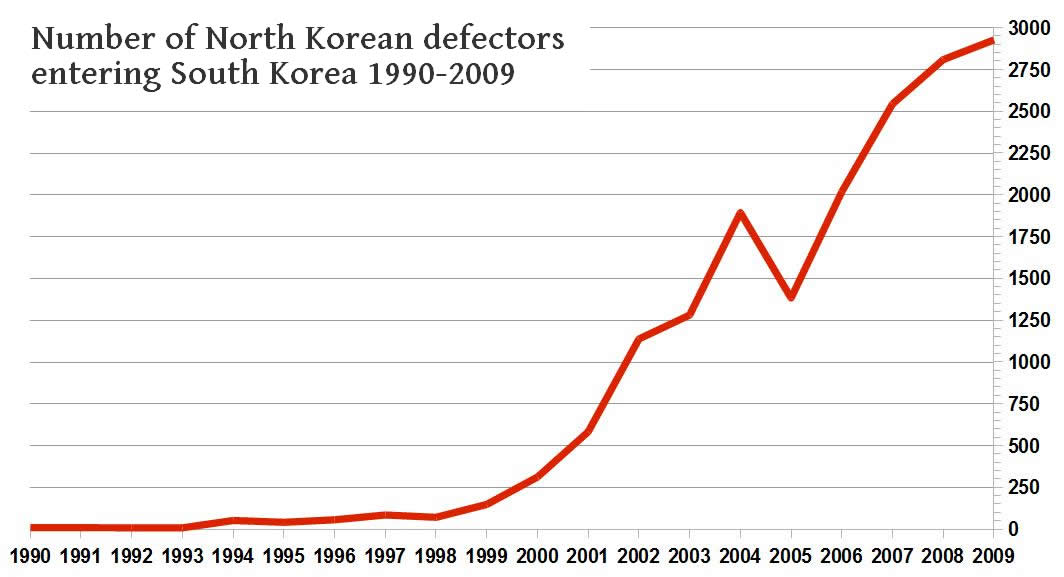
Pro Jahr in Südkorea angekommene Flüchtlinge aus Nordkorea (1990–2009)

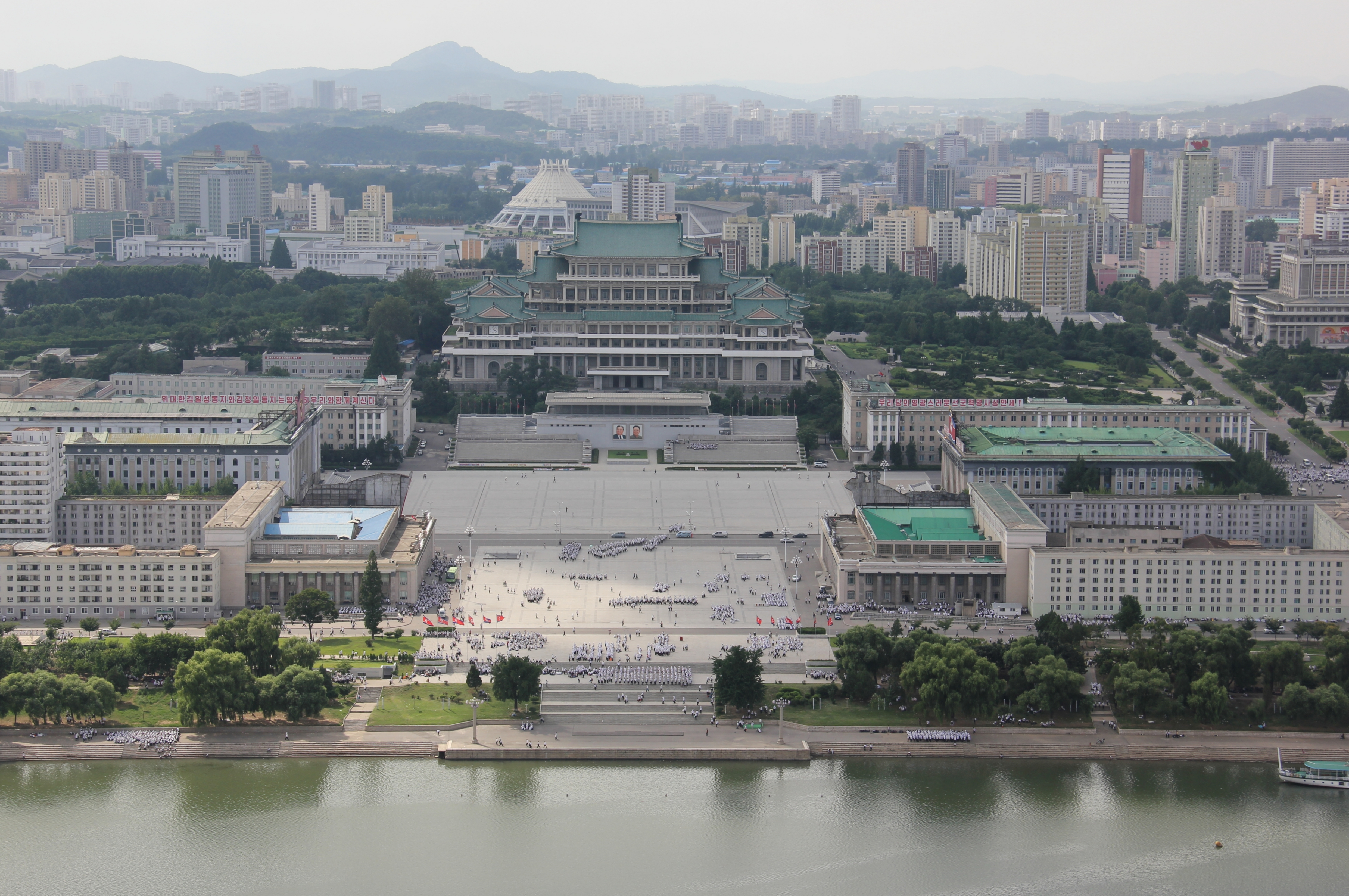
Panoramablick auf Pjöngjang

Die innerkoreanische Landgrenze auf direktem Wege zu überschreiten, ist nahezu unmöglich. Verhältnismäßig wenige nordkoreanische Flüchtlinge passieren die Seegrenze, die meisten überqueren zunächst die vergleichsweise wenig bewachte Grenze zu China. Es wird vermutet, dass sich zwischen 50.000 und 300.000 nordkoreanische Flüchtlinge in China aufhalten, denen es noch nicht gelungen ist, sich nach Südkorea durchzuschlagen, oder die aus anderen Gründen in China geblieben sind. China schiebt die aufgegriffenen Flüchtlinge aus Nordkorea in deren Heimatland ab. Gemäß unbestätigten Berichten von Amnesty International soll es zu Folterungen und auch Hinrichtungen von Flüchtlingen gekommen sein, die von der chinesischen Grenze zurückkommen. In der Zeit der akuten Hungersnot wurde die Grenze relativ schwach bewacht und deren Überqueren mehr oder weniger geduldet; 2008 wurde von einer Verschärfung der Situation berichtet. Dabei kommen verstärkt Wärmebildkameras zum Einsatz.
Ab dem Regierungsantritt Kim Jong-uns im Jahr 2012 ging die Zahl der in Südkorea eintreffenden Flüchtlinge von 2500 bis 3000 auf 1400 bis 1500 pro Jahr zurück. Dies wird auf die gezielten Maßnahmen der nordkoreanischen Regierung zur Eindämmung des Flüchtlingsstroms zurückgeführt: Einen massiven Ausbau der Befestigungen an der chinesischen Grenze, eine Propagandakampagne, die die tatsächlich auftretenden Anpassungsschwierigkeiten nordkoreanischer Flüchtlinge und deren Diskriminierung in Südkorea thematisiert, sowie die teilweise Legalisierung von Auslandsaufenthalten für Normalbürger.

### Politische Einteilung
Die Einwohner sind von der Regierung in drei Kategorien / Kasten eingeteilt:
1. „Genossen“, das bedeutet loyale Personen
2. „schwankende Personen“
3. „feindlich gesinnte Personen“

Diese Einteilung wurde bereits in den 1950er-Jahren vorgenommen. In den 1960er-Jahren wurde ein verfeinertes System mit 51 Untergruppen eingeführt. Zur loyalen Kategorie gehören zum Beispiel Arbeiter, die einer Arbeiterfamilie entstammen, Mitglieder der Partei der Arbeit Koreas sowie Kriegshelden aus dem Koreakrieg. Zur Gruppe der „schwankenden Personen“ gehören ehemalige Händler und Handwerker. Zur Gruppe der „feindlich gesinnten Personen“ gehören unter anderem Arbeiter mit schwieriger sozialer Herkunft, das heißt ehemalige Unternehmer und Beamte, ehemalige Großbauern, Personen, die an projapanischen oder pro-US-amerikanischen Aktivitäten beteiligt waren, sowie gläubige Christen und Buddhisten.
Diese soziale Herkunft beeinflusst den Zugang zu Ausbildung und Beruf wie auch zu von der Regierung verteilten Gütern wie Lebensmitteln. Man schätzt, dass etwa ein Viertel der Bevölkerung zu der Kategorie der feindlich Gesinnten gerechnet wird. In den letzten Jahren erfuhr die soziale Ordnung Nordkoreas einen gewissen Bedeutungsverlust. Der materielle Status eines Menschen (sofern er nicht der Nomenklatura angehört) ist wegen des wirtschaftlichen Umbruchs zunehmend nicht mehr vom staatlichen Versorgungssystem abhängig, sondern ergibt sich mehr und mehr durch den Handel auf den neu entstandenen Märkten.

### Rolle der Frau und Frauenrechte
Frauen gelten in Nordkorea mitunter als Bürger zweiter Klasse, ihre Stellung in der Gesellschaft ist niedriger als die von Männern. Nordkoreanische Kinder wachsen mit diesem Frauenbild auf. Die Mutter spricht respektvoll mit dem Vater, sie benutzt eine höfliche Anrede, die man im Koreanischen nur gegenüber jemandem verwendet, der höhergestellt ist. Mädchen lernen früh, dass sie den Jungen nicht gleichgestellt sind. Frauen sind in Nordkorea oft Ziel von Misshandlung und Missbrauch; es sei denn, sie haben einen Verwandten, der für sie eintritt. Wenn nordkoreanische Frauen Opfer von Misshandlungen werden, sind sie es, die sich schämen müssen. Häusliche Gewalt wird in Nordkorea als „Privatsache“ betrachtet, und Fälle von sexueller Belästigung, auch in der Öffentlichkeit, werden praktisch nicht gemeldet. Menschenrechtsaktivisten stellten fest, dass Opfer von sexuellen Übergriffen in Nordkorea oft nicht beschreiben können, was ihnen widerfahren ist, weil ihnen dafür sowohl Sprache als auch Sexualerziehung fehlt.
Mit der Jahrtausendwende, als in Nordkorea das staatliche Verteilsystem zusammenbrach und eine Hungersnot ausbrach, entstanden Märkte, sogenannte Jangmadang, auf denen Frauen seitdem für sich und ihre Familien einen Lebensunterhalt verdienen. Durch die Jangmadang wurden Frauen teilweise zu Ernährern in den Familien; sie tragen mitunter schätzungsweise mehr als 70 Prozent zum Einkommen eines Haushalts bei, weil Männer in Nordkorea kaum etwas verdienen und ihren Job vom Staat weitestgehend zugewiesen bekommen. Seit diesem Rollenwandel agieren manche Frauen in Nordkorea selbstbewusster. Die Möglichkeiten für Nordkoreanerinnen, Geld zu verdienen, sind jedoch infolge der COVID-19-Pandemie in Nordkorea bzw. den darauf folgenden Einschränkungen extrem gesunken.

### Religion
Die traditionellen Religionen Koreas sind der Buddhismus und der Schamanismus, während der Konfuzianismus eine bedeutende philosophische Rolle spielt. Das Christentum war lange besonders in Pjöngjang stark vertreten. Allein dort gab es um 1907 rund 100 Kirchen mit 13.000 bis 14.000 Gläubigen, weshalb die Stadt auch als „Jerusalem des Ostens“ bezeichnet wurde. Im Jahr 2006 wurde in Pjöngjang eine russisch-orthodoxe Kirche eröffnet, die vierte christliche Kirche insgesamt in der Hauptstadt von Nordkorea.
Artikel 68 der nordkoreanischen Verfassung gewährt seinen Bürgern freie Ausübung ihrer Religion, solange dies nicht zur Infiltration durch äußere Kräfte oder zur Verletzung der staatlichen und gesellschaftlichen Ordnung missbraucht wird. Gleichwohl berichten christliche Organisationen wie Open Doors, dass praktizierende Christen in Umerziehungslagern interniert würden. Einige existierende Kirchen werden offenbar zu Propagandazwecken genutzt. Das in der Verfassung verbriefte Recht werde den Christen verweigert, da es sich nicht um eine staatlich kontrollierte Organisation handelt. Nach Angaben von Open Doors gibt es eine aktive Untergrundkirche. Nach Einschätzung südkoreanischer Menschenrechtler gibt es nichts, was so bezeichnet werden könnte. Auf dem Weltverfolgungsindex von Christen ist Nordkorea seit 14 Jahren auf dem ersten Platz, unter anderem weil der Besitz einer Bibel mit Todesstrafe oder Arbeitslager mit Sippenhaftung geahndet werde. Auch Amnesty International kritisiert die nicht vorhandene Religionsfreiheit und die Internierung von Christen.

### Bildung
In Nordkorea ist die Schulbildung ab dem fünften Lebensjahr kostenlos und zwölf Jahre lang verpflichtend. Das System umfasst ein Jahr Vorschule, fünf Jahre Grundschule und sechs Jahre Sekundarschule. Schuluniformen, Schuhe und Schulbücher werden kostenlos ausgegeben. Die Alphabetisierungsrate soll bei 99 Prozent liegen. Laut Shin Dong-hyuk erhalten die in Konzentrationslagern inhaftierten Kinder eine rudimentäre Form von Schulbildung, die der Vorbereitung zur Zwangsarbeit dient. Kang Chol-hwan beschreibt in Die Aquarien von Pjöngjang seinen Schulbesuch in der als Umerziehungslager fungierenden revolutionären Zone des Konzentrationslagers Yodŏk, der von Misshandlungen und Indoktrinierung geprägt war.

### Hochschulwesen
Das Hochschulwesen in Nordkorea besteht aus zwei Zweigen, einem für die akademische Hochschulbildung und einem für die weiterführende Bildung. Der akademische Sektor besteht aus Universitäten, Fachhochschulen und technischen Schulen. Weiterführende Studiengänge für Master- und PhD-äquivalente Grade werden an Universitäten angeboten. Eine wichtige Rolle im nordkoreanischen Hochschulwesen nehmen die Kim-Il-sung-Universität und die Universität für Wissenschaft und Technik Pjöngjang ein. Die Kim-Il-Sung-Universität zählt rund 16.000 Studenten. Die Technische Universität Kim Ch’aek betreibt unter anderem auch Nuklearforschung.
2015 wurde in Pjöngjang auf der Insel Ssuk-sŏm der Palast der Wissenschaft und Technik errichtet.

### Gesundheit
In einem im Juli 2010 veröffentlichten Bericht wies Amnesty International auf die prekäre Situation des nordkoreanischen Gesundheitssystems hin. So seien die Krankenhäuser des Landes unzureichend ausgestattet und die hygienischen Zustände katastrophal. Medikamente sind kaum erhältlich und müssen auf den Märkten gekauft werden, mangels Betäubungsmittel müssen Operationen und Amputationen teilweise ohne Narkose durchgeführt werden. Obwohl die ärztliche Versorgung offiziell kostenlos ist, verlangen Ärzte Gegenleistungen für ihre Behandlungen. Eine 2015 von südkoreanischen Wissenschaftlern durchgeführte Studie über die Gesundheitsaufzeichnungen von nordkoreanischen Überläufern in der Zeit zwischen 2006 und 2014 in einem Krankenhaus in Cheonan ergab, dass diese im Vergleich zu Südkoreanern häufiger unter chronischer Hepatitis B und C sowie Tuberkulose und parasitären Infektionen litten. Als Grund für die hohe Prävalenz parasitärer Infektionen kann angeführt werden, dass in der Landwirtschaft mangels chemischer Dünger auf unbehandelten menschlichen Kot zurückgegriffen wird (siehe auch Kot#Medizinische Bedeutung). Die Lebenserwartung in Nordkorea liegt jedoch im Vergleich zu anderen Staaten mit ähnlichem Pro-Kopf-Einkommen über dem Durchschnitt. Aufgrund des großen gesundheitlichen Gefälles könnten sich im Falle einer Wiedervereinigung enorme Gesundheitsprobleme etablieren.

## Geschichte
Die Geschichte vor dem Zweiten Weltkrieg ist unter Geschichte Koreas zu finden.

### Einrichtung eines Arbeiter- und Bauernstaates
Nachdem 1945 durch die Kapitulation Japans der Zweite Weltkrieg sein Ende gefunden hatte, wurde die Provinz Chōsen, die dem Gebiet des seit 1910 in das Japanische Kaiserreich eingegliederten und kolonisierten Koreas entsprach, von den Siegermächten entlang des 38. Breitengrads in zwei Besatzungszonen aufgeteilt. Der Süden wurde von US-amerikanischen Truppen besetzt, der Norden kam unter Kontrolle der Roten Armee.
Die Sowjetunion hatte ein strategisches Interesse daran, einen ihr wohlgesinnten koreanischen Staat aufzubauen. Dieser sollte als Puffer gegenüber Japan dienen, da die koreanische Halbinsel als mögliche Operationsbasis für einen Angriff auf die Sowjetunion gesehen wurde. Abgesehen davon, dass Japan und Russland auf eine konfliktreiche gemeinsame Geschichte zurückblicken, beschleunigte diese Strategie Japans Annäherung an die USA. Im Folgenden sollte daher in Nordkorea ein Arbeiter-und-Bauern-Staat nach marxistisch-leninistischen Vorstellungen aufgebaut werden.
Ende des Jahres 1945 setzte eine starke Einwanderungsbewegung von ethnischen Koreanern aus der Sowjetunion ein (vor allem aus den zentralasiatischen Sowjetrepubliken), durch die die kommunistischen Gruppen im Norden gestärkt wurden. Die staatlichen Stellen in der Sowjetunion propagierten insbesondere die Übersiedlung „politisch gebildeter“ Koreaner. Am 13. Oktober 1945 wurde das Nordkoreanische Büro der KP Koreas als Sektion der gesamtkoreanischen KP (mit Sitz in Seoul) gebildet, zu dessen Vorsitzendem im Dezember Kim Il-sung bestimmt wurde.

Die Flagge der Staatspartei PdAK mit Hammer, Pinsel und Sichel

Im Februar 1946 wurde das Provisorische Volkskomitee gebildet, an dessen Spitze Kim Il-sung stand. Im Frühjahr spaltete sich die nordkoreanische Sektion der KP ab und bildete eine eigene „Kommunistische Partei Nordkoreas“, die sich am 29. Juli mit der linken Neuen Volkspartei zur Partei der Arbeit Nordkoreas vereinigte. Erster Generalsekretär wurde Kim Du-bong. Die südkoreanischen Kommunisten vereinigten sich nach der Abspaltung der nordkoreanischen Sektion ebenfalls mit anderen linken Parteien zur Nam-joseon-rodong-Partei (Süd-Joseon-Arbeiterpartei). In der Folgezeit erhöhte die US-amerikanische Besatzungsmacht ihren Druck auf die kommunistische Untergrundbewegung. Führende Parteimitglieder wurden verhaftet, die restlichen flohen in den Norden, von wo aus die Untergrundarbeit im Süden fortgesetzt wurde. Im Juni 1949 vereinigten sich beide Parteien zur Partei der Arbeit Koreas, deren Vorsitzender Kim Il-sung wurde. Darüber hinaus wurde mit der Koreanischen Demokratischen Partei und der Chondoistischen Ch’ŏngu-Partei eine Nationale Einheitsfront gebildet.
1946 begann auch die wirtschaftliche Umgestaltung des Landes. Im Frühjahr wurde eine Bodenreform durchgeführt und im Spätsommer begann die Verstaatlichung der Industriebetriebe.
Das aktive und passive Frauenwahlrecht wurde unter alliierter Verwaltung im Gesetz zur Gleichheit der Geschlechter garantiert, das am 30. Juli 1946 eingeführt wurde. Am 3. November 1946 fanden Wahlen zu den so genannten Volkskomitees, den lokalen Verwaltungsorganen, statt. Es gab lediglich die Option, für oder gegen die Einheitsfront zu stimmen. Offiziell entfielen 97 Prozent der abgegebenen Stimmen auf die Einheitsfront. Der 1. Kongress der Volkskomitees bestimmte am 17. Februar 1947 die erste nordkoreanische Regierung unter Kim Il-sung und wählte das Volkskomitee Nordkoreas als eine Art Parlament.
Im Spätherbst 1947 wurde offiziell die Ausarbeitung einer Verfassung angekündigt, womit die baldige Ausrufung eines eigenständigen nordkoreanischen Staates besiegelt schien. Die Verfassung wurde in Moskau redigiert und schließlich von Stalin genehmigt. Am 25. August 1948 fanden Wahlen zur Obersten Volksversammlung (OVV) statt, die am 8. September die Verfassung bestätigte. Einen Tag später wurde die Demokratische Volksrepublik Korea proklamiert.
Zuvor war am 15. August in Seoul die Republik Korea ausgerufen worden. Beide Staaten erkannten einander nicht an und sahen sich jeweils als den einzig rechtmäßigen koreanischen Staat an.

### Koreakrieg (1950–1953)

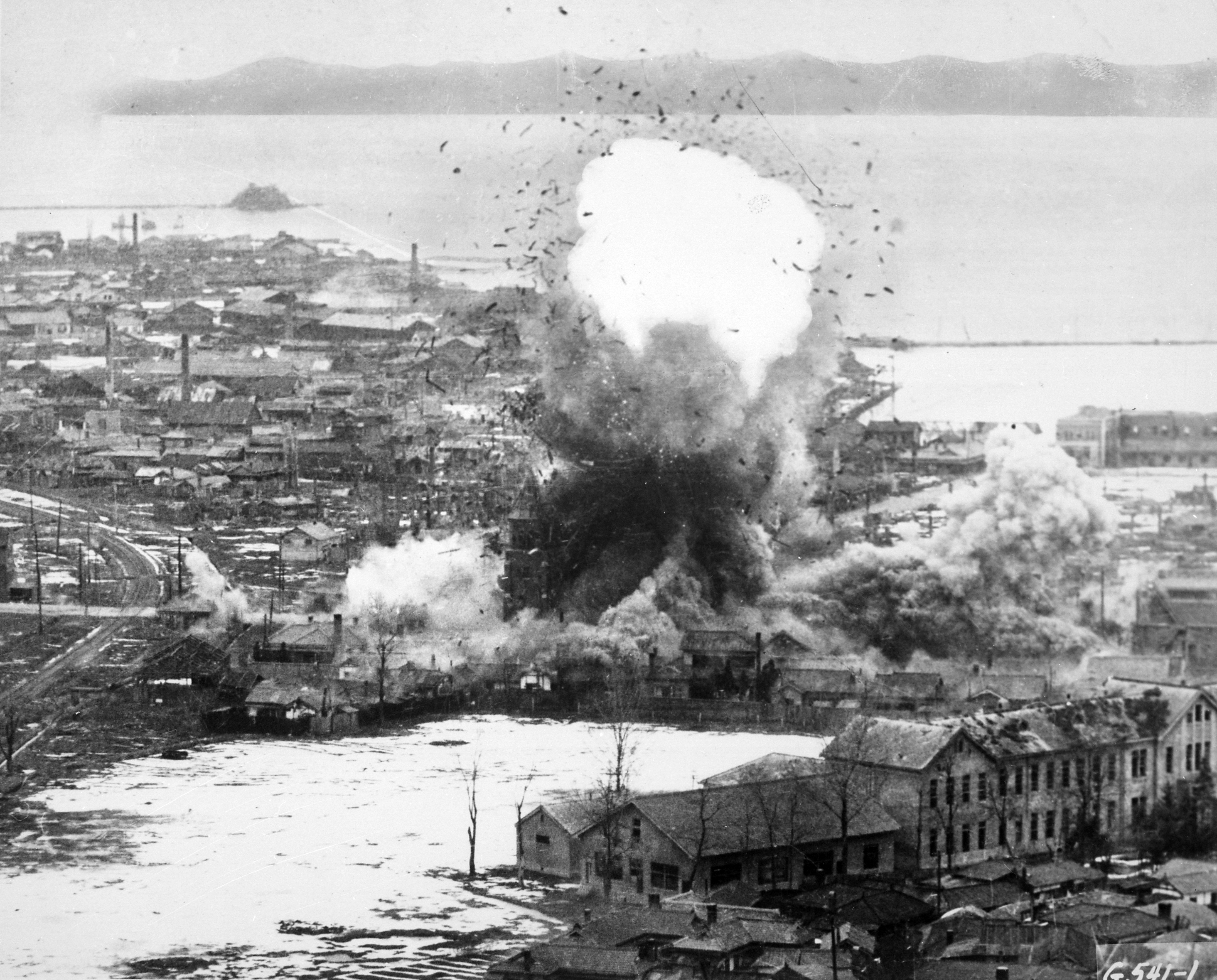
US-amerikanisches Bombardement in Wŏnsan, 1951

Nach dem Abzug sowjetischer und amerikanischer Truppen aus Nord- bzw. Südkorea überschritten nordkoreanische Truppen am 25. Juni 1950 die Grenze zur Republik Korea. Ziel des Angriffs war, die Teilung Koreas aufzuheben und Südkorea in die sozialistische Demokratische Volksrepublik zu integrieren. Dem Norden gelang zunächst ein rasches Vorrücken und die Eroberung fast der gesamten koreanischen Halbinsel. Truppen der UNO und vor allem der US-Luftwaffe gelang es, den Vormarsch zu stoppen. Die Truppen des Südens und seine Verbündeten eroberten nun ihrerseits Nordkorea und rückten bis an die chinesische Grenze vor. China kam dem Norden mit militärischen Freiwilligen-Verbänden zu Hilfe. In diesem nunmehr faktisch amerikanisch-chinesischen Konflikt stabilisierte sich die Front schließlich nahe den Ausgangspositionen. Die US-Luftwaffe bombardierte Nordkorea schwer und zerstörte während des Krieges viele Städte. Zwischen 1,2 und 1,5 Millionen Nordkoreaner starben während des Krieges. Am 27. Juli 1953 wurde in Panmunjeom ein Waffenstillstandsabkommen unterzeichnet, das eine gegenüber der Vorkriegssituation geringfügig veränderte Demarkationslinie am 38. Breitengrad festschrieb. Es wurde eine entmilitarisierte Zone geschaffen und eine neutrale Überwachungskommission eingesetzt. Etwa drei Millionen Zivilisten starben in diesem Krieg, mehr als das Dreifache der Zahl gefallener Soldaten.

### Herrschaft Kim Il-sungs (1948–1994)

#### Die Konsolidierung der Alleinherrschaft
In den 1950er Jahren arbeitete Kim Il-sung an der Konsolidierung seiner unangefochtenen Führungsposition in Staat und Partei. Bis dahin bestand die Partei der Arbeit Koreas aus verschiedenen Fraktionen, die wenig Sympathie füreinander hatten. In den Jahren von 1957 bis 1962 wurden die peking- und moskautreuen Funktionäre ausgeschaltet, was Kims Position nachhaltig stärkte. Am 15. Dezember 1955 wurde Außenminister Pak Hon-yong zum Tode verurteilt (Vorwurf: er sei ein US-amerikanischer Spion). 1956 wurde Mu Chong, ehemaliger General der chinesischen Armee und im Koreakrieg Stabschef im Generalhauptquartier der vereinigten Streitkräfte von China und Nordkorea, als Vertreter der Yan’an-Gruppe hingerichtet.
1958 folgten weitere Säuberungen, die sich gegen sowjetfreundliche Kader wie Hŏ Ka-i, Sympathisanten der Chruschtschow’schen Tauwetterpolitik und wiederum mit China verbundene Funktionäre wie Kim Du-bong richteten. Die „Säuberungen“ entwickelten sich von einer zeitweiligen Erscheinung zu einem permanenten, systemimmanenten Phänomen. Auch 1997 gab es eine solche Kampagne gegen reformorientierte Armeeangehörige und Parteikader, unter ihnen den Vorsitzenden des Ministerrates Kang Song-san.
Ab Mitte der 1960er Jahre wurde Kim Il-sung in den nordkoreanischen Medien als Großer Führer bezeichnet. Die Bezeichnung Führer war bis dahin (sowohl innerhalb Nordkoreas als auch in der internationalen kommunistischen Bewegung überhaupt) Lenin und Stalin vorbehalten gewesen.
Durch die materielle Unterstützung von China und der Sowjetunion konnte die Industrieproduktion Nordkoreas wieder auf Vorkriegsniveau gebracht werden. Gegen Ende der 1960er Jahre zeigte die nordkoreanische Wirtschaft Anzeichen einer Stagnation, die der anderer Staaten des Ostblocks ähnelte. Ein Rückgang der landwirtschaftlichen Produktion und der Mangel an Konsumgütern führten zu einem Niedergang der Wirtschaft; die immensen Militärausgaben waren eine zusätzliche Belastung.
Das nach Stalins Tod (1953) zu Tage tretende chinesisch-sowjetische Zerwürfnis über die weitere Entwicklung des Kommunismus verkomplizierte die Situation Nordkoreas. Zunächst lavierte man zwischen beiden benachbarten Großmächten. Die Kritik der sowjetischen Führung an Stalin (unter anderem geißelte Chruschtschow in seiner Geheimrede am XX. Parteitag der KPdSU im Februar 1956 Stalins Personenkult), verstand Kim Il-sung als Infragestellung seiner eigenen Position. Auch lehnte er das von der Sowjetunion propagierte Konzept der friedlichen Koexistenz ab. 1962 schlug sich Kim auf die Seite Mao Zedongs; wie Mao hielt er strikt am traditionellen Politikstil und somit am Personenkult fest. Ausschlaggebend für den Bruch mit der Sowjetunion war deren Verhalten in der Kubakrise (Oktober 1962), das die Nordkoreaner als Defätismus verstanden. Die Sowjetunion kappte daraufhin alle Hilfen für Nordkorea, das neben Albanien einer der engsten Verbündeten Chinas wurde. China, das selbst in den Wirren der Kulturrevolution gefangen war, konnte die UdSSR als Handelspartner aber nicht ersetzen. Die Bestrebungen, militärstrategische Unabhängigkeit von der Sowjetunion zu erreichen, belasteten die nordkoreanische Volkswirtschaft zusätzlich; deshalb arbeitete Kim Il-sung ab 1965 wieder auf eine Normalisierung des Verhältnisses zur UdSSR hin.

#### Isolation
Die Propagierung der Chuch’e-Ideologie gegen Ende der 1960er Jahre, die die Autarkie Nordkoreas als oberstes Ziel definierte, war möglicherweise eine Reaktion auf die zunehmend isolierte Position Nordkoreas. Kim Il-sung wurde fortan als Großer Führer bezeichnet. Dieser verstärkte die Isolation des Landes auch deshalb, weil die Regierung versuchte, den Niedergang Nordkoreas zu kaschieren und die wirtschaftlichen Erfolge Südkoreas vor der nordkoreanischen Bevölkerung geheim zu halten.
Der zeitweilige Bruch mit der Führung der Sowjetunion führte zu einer aggressiveren Haltung gegenüber Südkorea; der mäßigende Einfluss der Sowjetunion war nicht mehr gegeben. Ende der 1960er Jahre kam es zu militärischen Einsätzen Nordkoreas. Im Januar 1968 kaperte die nordkoreanische Marine das US-amerikanische Spionageschiff USS Pueblo (AGER-2), und nachdem nordkoreanische Soldaten auf das Territorium des Südens vorgedrungen waren, kam es an der Demarkationslinie zu Gefechten zwischen nord- und südkoreanischen Truppen.
Die sogenannte Erste Nuklearkrise 1994 war gekennzeichnet durch Mobilmachungen in Nord- und Südkorea und die Anordnung allerhöchster Alarmbereitschaft der US-Einheiten vor Ort.

#### Personenkult und Klanherrschaft

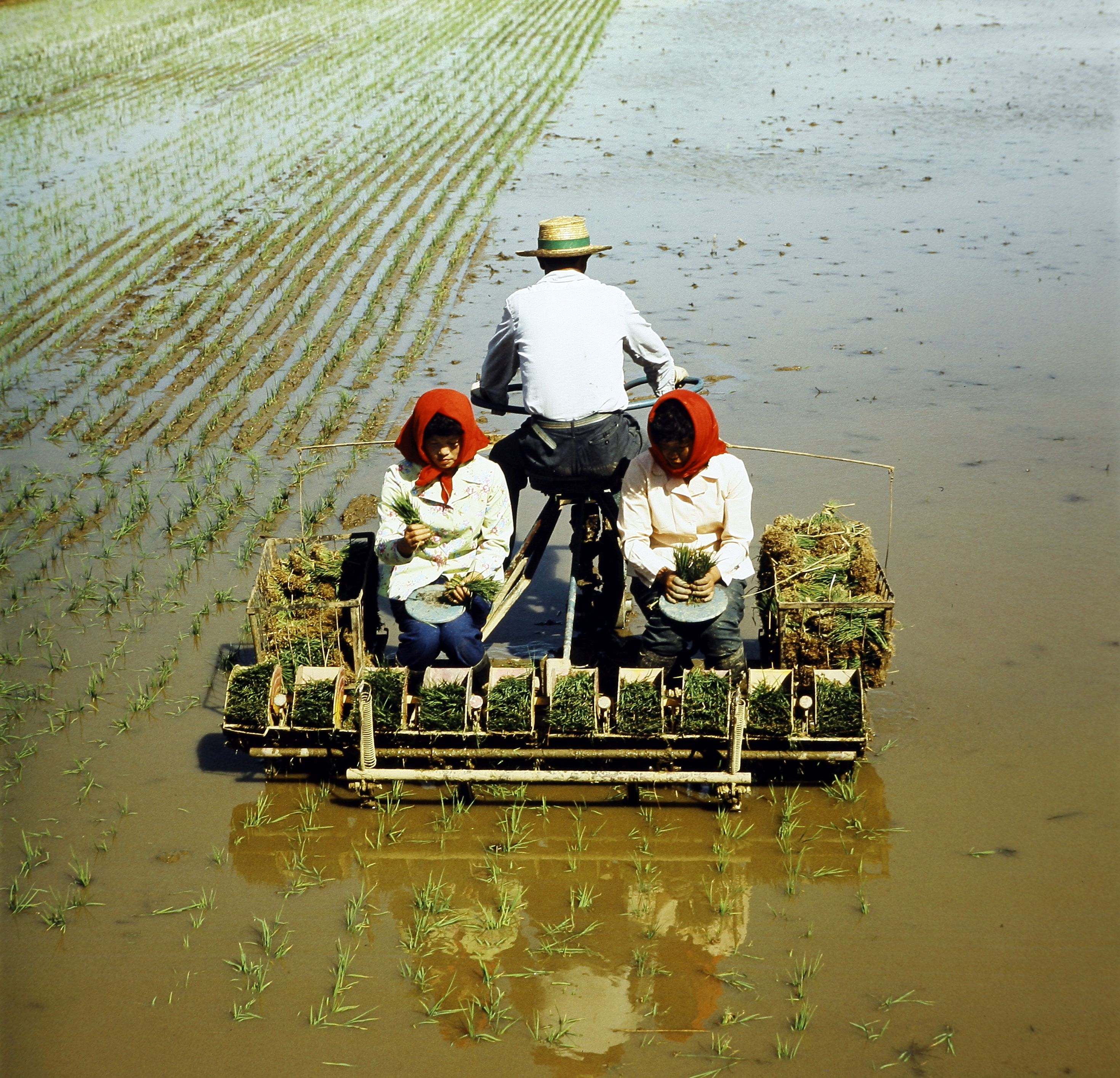
Arbeiter auf einem Reisfeld (1986)

1972 nahm Nordkorea eine neue Verfassung an, aufgrund derer Kim Il-sung zum Präsidenten erklärt wurde. Der Kult um seine Person nahm ab diesem Zeitpunkt bislang unbekannte Ausmaße an und auch die Familie Kims wurde einbezogen (sowohl Kim Jong-il, sein Nachfolger, als auch seine verstorbene Frau Kim Jong-suk). Die „Diktatur des Proletariats“ entwickelte sich immer mehr zur Herrschaft weniger Familienclans mit der Familie Kims an der Spitze (Oligarchie). Neben seinem Sohn wurde auch Kims dritte Frau Kim Song-ae einbezogen, die hohe Posten in Partei und Massenorganisationen einnahm.

### Herrschaft Kim Jong-ils (1994–2011)
Kim Il-sung starb 1994. Nach einer staatlich verordneten dreijährigen Trauerzeit übernahm sein Sohn Kim Jong-il den Posten des Generalsekretärs der Partei der Arbeit Koreas. Vorsitzender der Nationalen Verteidigungskommission war er bereits seit 1993, jedoch gewann diese 1998 durch eine Verfassungsänderung stark an Einfluss. Der Posten des Präsidenten ist bis heute frei, da Kim Il-sung durch die Verfassungsänderung von 1998 zum Ewigen Präsidenten wurde. Kim Jong-il wurde als Geliebter Führer bezeichnet, später als Großer Führer wie der Vater.
Die Zeit seit dem Zusammenbruch des sozialistischen Staatenblocks ist in Nordkorea von einem relativ kompromisslosen Festhalten am Status quo gekennzeichnet. Dies zeigt sich sowohl in der sozialistischen Wirtschaftspolitik als auch in der weiterhin auf Isolation ausgerichteten Außen- und Verteidigungspolitik. Grund hierfür ist die Annahme der nordkoreanischen Führung, dass ein Abweichen von der bisherigen Linie, eine Aufweichung des stalinistisch geprägten Regimes, zwangsläufig zu dessen Sturz führen würde, was man an den ehemaligen osteuropäischen Bruderstaaten beobachten könne.
Kim Jong-il starb nach offizieller Verlautbarung am 17. Dezember 2011 während einer Zugfahrt an einem Herzinfarkt. Noch am Tag der Bekanntgabe des Todes, am 19. Dezember 2011, wurde sein Sohn, Kim Jong-un, von der amtlichen koreanischen Nachrichtenagentur als Nachfolger tituliert.

#### Ernährungslage
Durch den Zusammenbruch des Ostblocks kam Nordkoreas Außenhandel Anfang der 1990er Jahre fast völlig zum Erliegen. Der Import günstigen Erdöls, von Ersatzteilen für Maschinen, Kunstdünger und Nahrungsmitteln aus der Sowjetunion riss fast gänzlich ab. Die ohnehin strukturell zu niedrige Nahrungsmittelproduktion wurde ab 1994 in Folge der Fertigstellung eines Dammes, durch den große Teile der ohnehin wenig vorhandenen Anbauflächen überschwemmt wurden, weiter gehemmt. Aufgrund dieser Entwicklungen und durch schwere Fehler in der Reaktion der nordkoreanischen Regierung, die in den ersten Jahren der Krise keine Helfer ins Land lassen wollte, kam es zu einer schweren Hungersnot, durch deren direkte und indirekte Folgen von 1994 bis 1999 eine große Zahl von Nordkoreanern starb. Die Opferzahl ist bis heute nur annäherungsweise bekannt. Erste Schätzungen schwankten zwischen 220.000 und 3,5 Millionen Todesopfern, spätere Studien gingen von einer Zahl zwischen 600.000 und einer Million aus.
Im März des Jahres 2011 informierte eine Untersuchungsgruppe, die sich aus dem Welternährungsprogramm der Vereinten Nationen, der Ernährungs- und Landwirtschaftsorganisation der Vereinten Nationen und der UNICEF zusammensetzte, die Weltgemeinschaft, dass etwa sechs Millionen Nordkoreaner von Hunger bedroht seien. Das Welternährungsprogramm startete daraufhin eine Notoperation, die 3,5 Millionen Nordkoreaner mit Lebensmitteln versorgen soll. International wird diese Nothilfeoperation auch kritisch betrachtet, da Vertreter vieler Staaten fürchten, die nordkoreanische Regierung würde die Lage dramatisieren, um Hilfen zu erschleichen und diese dann zweckzuentfremden. Nach dem ersten Bericht eines UN-Nothilfekoordinators seit 2002, in diesem Fall von Valerie Amos, mussten die täglichen öffentlichen Verteilungs-Rationen von 400 auf 200 Gramm pro Person halbiert werden. Es fehlten zum jährlichen Bedarf von 5,3 Millionen Tonnen Getreide etwa eine Million Tonnen. Aufgrund der chronischen Ernährungskrise sei jedes dritte Kind unter fünf Jahren kleinwüchsig. Im Jahre 2015 waren laut Zahlen der Weltbank 41,6 % der Bevölkerung unterernährt.
Am 29. März 2016 kündigten Staatsmedien einen erneuten „beschwerlichen Marsch“ an, eine Terminologie, die die Führung bereits in der Hungersnot 1994 benutzt hatte. Man rief die Bevölkerung zur Einsparung von Lebensmitteln auf. Im Februar 2019 gab Nordkorea gegenüber den Vereinten Nationen an, dass aufgrund von schlechten Witterungsbedingungen sowie Sanktionen 1,4 Millionen Tonnen Lebensmittel fehlen würden. Als Folge müssten die staatlichen Essensrationen beinahe halbiert werden.

#### Entwicklung der Beziehungen zwischen Nord- und Südkorea
Im Jahr 2000 zeichneten sich im Rahmen der Sonnenscheinpolitik Kim Dae-jungs Entspannungserfolge zwischen Nord- und Südkorea ab. Für einige Zeit waren Besuche von seit Jahrzehnten durch die koreanische Teilung getrennt lebenden Familienangehörigen möglich. Es wurde die Erneuerung der Verkehrsverbindungen zwischen beiden Staaten, die bislang außer Betrieb waren, vereinbart. Südkoreanische Touristen konnten in der Folge und bis zum Jahr 2008, als eine südkoreanische Frau unter bisher nicht vollständig geklärten Umständen von einem nordkoreanischen Soldaten erschossen wurde, die Kŭmgang-Berge besuchen. Südkoreanische Unternehmen produzieren seit 2003 in nordkoreanischen Sonderwirtschaftszonen (Industrieregion Kaesŏng). Die Mannschaften Nord- und Südkoreas marschierten gemeinsam bei den Olympischen Spielen 2000 ein. Schließlich kam es sogar zum ersten Gipfeltreffen der beiden Staatsoberhäupter in Pjöngjang.
Unter dem südkoreanischen Präsidenten Lee Myung-bak kühlte sich das Verhältnis zwischen beiden Staaten jedoch merklich ab. Lee hatte bereits im Wahlkampf angekündigt, eine härtere außenpolitische Linie gegenüber Nordkorea zu verfolgen. Die nordkoreanische Regierung kündigte schließlich an, die Grenzen zum Süden ab 1. Dezember 2008 zu schließen. Von dieser Maßnahme sind vor allem Reisen von Südkoreanern in die grenznahen Tourismusgebiete Nordkoreas betroffen. Vorausgegangen waren Aktionen südkoreanischer Nichtregierungsorganisationen, die mit Hilfe von Ballons tausende Flugblätter über Nordkorea abgeworfen hatten. Darin waren Informationen über den Gesundheitszustand Kim Jong-ils und dessen Familienbeziehungen enthalten. Beide Themen gelten in Nordkorea als Tabus. Entsprechend verärgert zeigte sich die nordkoreanische Führung und warf Südkorea eine feindlich gesinnte Politik vor.
Einen neuen Tiefpunkt in den Beziehungen zu Südkorea stellte der Untergang des südkoreanischen Kriegsschiffs Cheonan am 26. März 2010 dar, bei dem 46 Seeleute ums Leben kamen. Das Schiff sank nahe der Insel Baengnyeongdo nach einer Explosion. Baengnyeong gehört zu Südkorea, liegt jedoch vor der nordkoreanischen Küste. Die Seegrenze zwischen den beiden koreanischen Staaten ist umstritten. Eine Expertenkommission aus Vertretern Südkoreas, der USA und anderer westlicher Staaten kam zu dem Ergebnis, dass das Schiff durch einen nordkoreanischen Torpedo versenkt worden sei. Nordkorea bestritt eine Verwicklung in den Vorfall.
Am 23. November 2010 beschossen nordkoreanische Einheiten in einem Artillerieduell mit dem südkoreanischen Militär die bewohnte und zum Militärstützpunkt ausgebaute südkoreanische Insel Yeonpyeong mit mehr als 100 Granaten, wobei zwei südkoreanische Soldaten sowie zwei südkoreanische Zivilisten starben. Eine militärische Auseinandersetzung dieses Ausmaßes hatte es seit Ende des Koreakrieges nicht gegeben.

### Herrschaft Kim Jong-uns (seit 2011)

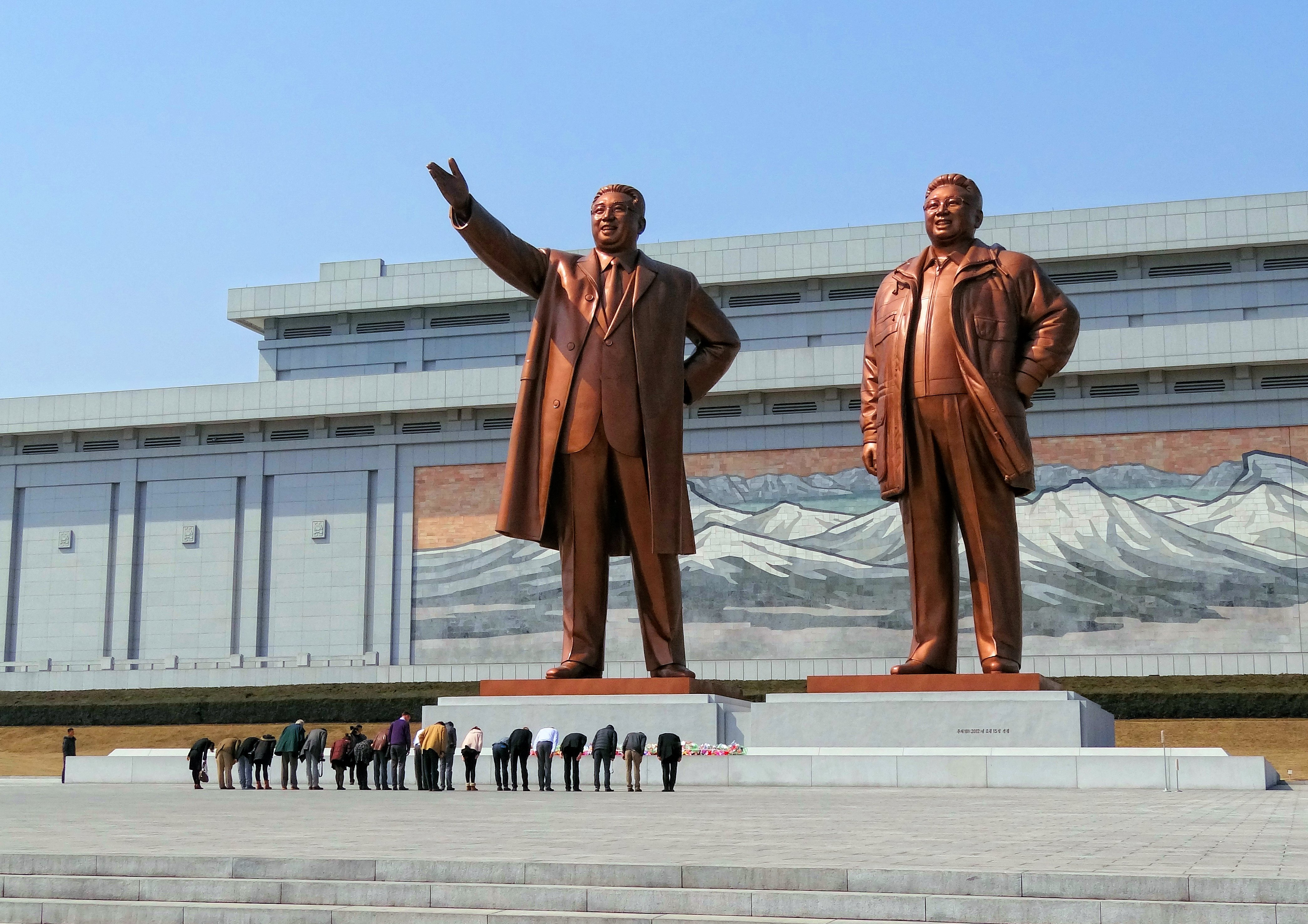
Großmonument Mansudae: Doppelstatue von Kim Il-sung und Kim Jong-il

Nach dem Tod von Kim Jong-il am 17. Dezember 2011 folgte dessen jüngster Sohn Kim Jong-un seinem Vater an der Staatsspitze nach. Es wird jedoch vermutet, dass sein Onkel Jang Song Thaek die Politik des Landes bis zu seiner Verhaftung entscheidend mitprägte. Ebenso seien Armeespitzen als Funktionäre mit in Entscheidungen eingebunden.
Nordkorea erklärte sich Mitte April 2012 im Wege einer Verfassungsänderung auch offiziell zur Atommacht.
In seiner Neujahrsrede 2013 sprach Kim Jong-un von einer möglichen Aussöhnung mit dem Süden und machte Andeutungen, die eine Modernisierung des Staates unter seiner Herrschaft möglich erscheinen ließen.

#### Außenpolitische Krise
Nachdem die UN verschärfte Sanktionen gegen Nordkorea verhängt hatten und die Vereinigten Staaten von Amerika gemeinsame militärische Manöver mit Südkorea ankündigten, kündigte Kim im Frühjahr 2013 erneute Atomtests an, rief das Kriegsrecht aus, versetzte die Streitkräfte in volle Bereitschaft, drohte sowohl Südkorea als auch den Vereinigten Staaten mit einem nuklearen Präventivschlag und schloss vorübergehend den Zugang zur Sonderwirtschaftszone Kaesŏng. Die internationale Staatengemeinschaft, darunter auch die VR China, ein Verbündeter Nordkoreas, verurteilten diese Drohgebärden scharf und mahnten Nordkorea zur Mäßigung.
Die Vereinigten Staaten hielten die Drohungen überwiegend für Kriegsrhetorik, reagierten jedoch darauf mit der Ankündigung, weitere Raketenabwehrstationen auf ihren Pazifikinseln, wie Guam, zu errichten, um einen möglichen Angriff abzufangen. Im Juni 2013 entspannte sich das Verhältnis zwischen den koreanischen Staaten wieder.
2018 nahm Nordkorea an der Winterolympiade in Südkorea teil und trat im Frauen-Eishockey in einer gemeinsamen nord- und südkoreanischen Mannschaft an.
Laut dem Expertenbericht an den UNO-Sicherheitsrat, der Anfang Februar 2018 bekannt wurde, umging Nordkorea 2017 UN-Handelsembargos „in großem Stil“. Kohle wird exportiert, Erdöl und Eisen importiert, Schiffe fahren dafür unter falscher Flagge und mit gefälschten Frachtpapieren. 40 Lieferungen gingen demnach zwischen 2012 und 2017 an das syrische Chemiewaffenprogramm. Myanmar wurde mit ballistischen Raketen und Raketenwerfern beliefert. Nach Erkenntnissen des deutschen Bundesamtes für Verfassungsschutz (BfV) wurden über die Botschaft in Berlin Hightech-Bestandteile (teilweise Dual-Use-Güter) für das nordkoreanische Raketen- und Atomwaffenprogramm beschafft.

#### Innerer Machtkampf
Anfang Dezember 2013 wurde der Vizevorsitzende der Nationalen Verteidigungskommission Nordkoreas, Jang Song Thaek, verhaftet und entmachtet. Ihm wurden unter anderem Hochverrat, Bestechlichkeit, Spielsucht, Drogenmissbrauch, Geldverschwendung und Ausverkauf von Rohstoffen an die Volksrepublik China vorgeworfen. Jang wurde am 12. Dezember 2013 hingerichtet. Zugleich wurde Jangs Witwe und Schwester von Kim Jong-il, Kim Kyŏng-hŭi Mitte Dezember 2013 in das Komitee für das Staatsbegräbnis des Mitglieds des Politbüros des Zentralkomitees der PdAK und Vorsitzenden der Parteikontrollkommission Kim Kuk-thae berufen.
Im Februar 2017 wurde Kim Jong-uns Halbbruder Kim Jong-nam auf dem Flughafen Kuala Lumpur ermordet.

#### Prekäre Versorgungslage und Militärpakt mit Russland
Seit einigen Jahren spricht die nordkoreanische Führung immer wieder von einer Lebensmittelknappheit im Land. Der UN-Sonderberichterstatter für die Menschenrechtslage in Nordkorea Tomás Ojea Quintana hat im März 2021 in einem Bericht an den UN-Menschenrechtsrat vor einer „ernsten Nahrungsmittelkrise“ gewarnt. Es gebe bereits Berichte über Hungertote und eine zunehmende Zahl von bettelnden Kindern und Alten, die von ihren Familien nicht mehr versorgt werden könnten. Nordkorea errichtete zwei große Gewächshausfarmen, um die Lebensmittelknappheit entgegenzusteuern. Die Gewächshausfarm Ryongpho wurde bereits am 10. Oktober 2022 eröffnet und hat eine Fläche von 234 Hektar. Die neue Gewächshausfarm Kangdong hat eine Fläche von 215 Hektar und wurde am 24. März 2024 eröffnet.
Infolge der COVID-19-Pandemie wurde die Grenze zur Volksrepublik China, wo Schmuggel zuvor einen wichtigen Beitrag zur wirtschaftlichen Lage beitrug, massiv ausgebaut und mit mehr Grenzpersonal verstärkt. Es wurden Mauern gezogen, Stacheldrahtzäune errichtet und beinah alle verbliebenen Schlupfstellen der Grenze geschlossen. Der Handel mit China brach dadurch praktisch zusammen. Infolge der COVID-19-Pandemie in Nordkorea und den darauf erlassenen Pandemiegesetzen brach auch der innerstaatliche Handel mit Lebensmitteln ein. Einer Dokumentation der BBC zufolge, welcher es gelang, mit Nordkoreanern vor Ort über die Versorgungslage zu kommunizieren, befindet sich das Land am Rand zu einer Hungerkatastrophe, welche die Dimensionen derjenigen in den 1990er Jahren noch zu übertreffen drohte.

#### Rolle als Konfliktpartei im Russisch-Ukrainischen-Krieg
Zeitgleich geriet Nordkorea im Rahmen des russischen Angriffskriegs gegen die Ukraine als im Jahr 2022 bestätigter und zukünftig potentieller Waffenlieferant der russischen Armee in den Blickpunkt der Weltöffentlichkeit. Im Juni 2024 unterzeichneten Kim und Putin in Pjöngjang einen „Partnerschaftsvertrag“. Dieser sieht einen gegenseitigen Beistand im Falle einer Aggression gegen eine der Vertragsparteien vor. Damit wurde Russland zur zweiten Schutzmacht Nordkoreas, neben der Volksrepublik China. Nordkorea war das einzige Land, von dem Russland Munition in für seine Forderungen ausreichendem Maß bekommen konnte. Im Gegenzug erhielt Nordkorea neben dem Schutzmacht-Versprechen, Lebensmittel, Treibstoff und Medikamente von Russland. Damit erhielt Nordkorea jene Ressourcen, denen es dem Land nach der Pandemie mangelte.
Die NATO bestätigte am 23. Oktober 2024, dass sie Beweise für die Entsendung nordkoreanischer Soldaten nach Russland hat. Die Soldaten absolvieren demnach ein Training im östlichen Russland, bevor sie voraussichtlich an die Front in der Ukraine entsandt werden.
Bei einem Treffen mit dem russischen Außenminister Sergej Lawrow am 1. November 2024 in Moskau kündigte die nordkoreanische Außenministerin Choe Son-hui an, dass ihr Land Russland „bis zum Tag des endgültigen Sieges über die Ukraine“ weiter militärisch unterstützen werde. Lawrow unterstrich in diesem Zusammenhang die enge Kooperation des Militärs und der Sicherheitsorgane beider Länder.

## Politik

### Politisches System
Nordkorea ist laut Verfassung ein sozialistischer Staat. Der klassische Marxismus-Leninismus wurde 1977 offiziell durch die von Staatsgründer Kim Il-sung entwickelte Chuch’e-Ideologie ersetzt, welche eine Weiterentwicklung der Staatsideologie darstellen soll. Im Jahr 2009 wurden zudem die Kommunismus-Bezüge aus der Verfassung gestrichen und ein militaristischer Staat kodifiziert.

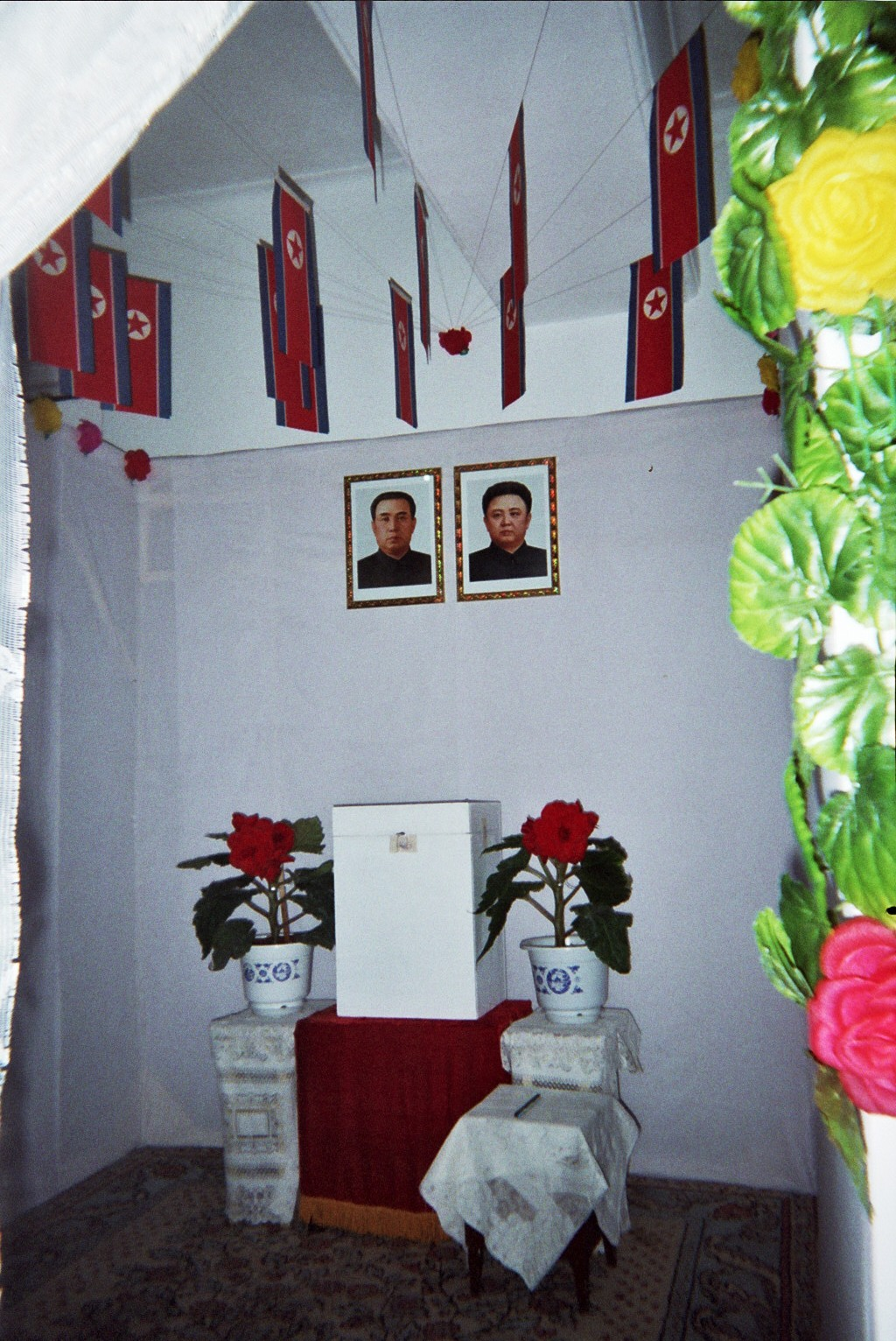
Wahlurne in einem nordkoreanischen Wahllokal

Der Regierungsapparat wird von der Partei der Arbeit Koreas (PdAK) dominiert, deren Führungsrolle in der Verfassung verankert ist. Daneben gibt es zwei weitere, kleinere Blockparteien. Diese Parteien sind in der Demokratischen Front für die Wiedervereinigung des Vaterlandes zusammengeschlossen. Das höchste Machtorgan des Staates bildet formell das Parlament (Oberste Volksversammlung), dessen Mitglieder auf fünf Jahre gewählt werden. Da dieses allerdings lediglich ein- bis zweimal im Jahr für wenige Tage in der Mansudae-Kongresshalle zusammentritt, wird das Land während der Sitzungspausen vom Präsidium der Obersten Volksversammlung regiert. Dessen Vorsitzender, zurzeit Choe Ryong-hae, ist formal das Staatsoberhaupt. Dieses Amt kann er aber nur protokollarisch ausüben, da de jure noch immer der 1994 verstorbene Kim Il-sung Staatsoberhaupt ist und er de facto dem Obersten Führer untergeordnet ist. Die Rolle der Regierung hat der Ministerrat inne. Dessen Vorsitzender und damit formeller Regierungschef ist Pak Pong-ju. Dieser wird durch die Oberste Volksversammlung ernannt, er wiederum ernennt die Minister. Daneben existiert das Verteidigungskomitee, das für die Außenpolitik zuständig ist und den Oberbefehl über das Militär besitzt.
Das Verfahren zur Besetzung öffentlicher Ämter wird in der Verfassung als „demokratischer Zentralismus“ bezeichnet. Aus den unfreien Scheinwahlen geht in der Regel der Einzige, von der Partei der Arbeit Koreas aufgestellte Kandidat mit 100 Prozent der Stimmen bei einer Wahlbeteiligung von knapp unter 100 Prozent als Sieger hervor. Wahlberechtigt laut Verfassung sind alle Bürger ab Vollendung des 17. Lebensjahres ohne psychische Erkrankung. Das Wahlrecht kann per Gerichtsurteil aberkannt werden. Diese formale Verfassungsordnung hat jedoch in der Praxis keine Bedeutung.
Die tatsächlichen Machtstrukturen innerhalb des Landes sind diffus. Im Ausland wird Nordkorea gemeinhin als totalitäre, stalinistische Diktatur unter der Führung Kim Jong-uns angesehen. Einige akademische Kreise bezeichnen das politische System Nordkoreas jedoch infolge der Übernahme von Strukturen aus der Zeit der japanischen Herrschaft über Korea, durch die die Staatsführung innerhalb der Kim-Dynastie weitervererbt wird, als de facto absolutistische Monarchie mit deutlichen Parallelen zum Japanischen Kaiserreich unter Tennō Hirohito in den 1930er bis 1940er Jahren.
Westliche Beobachter wie Richard Herzinger oder Brian Reynolds Myers betonen zudem rassenideologische Tendenzen der Chuch’e-Ideologie sowie die Parallelen zur rassistisch-xenophoben Ideologie der präfaschistisch-kolonialistischen japanischen Militärdiktatur. Ziel sei die Vereinigung aller Koreaner (die als genetisch überlegen dargestellt werden) in einem ethnisch homogenen Staat. Andere Autoren betonen die Parallelen zum europäischen Faschismus, da dem japanischen Militarismus anders als dem europäischen Faschismus ein charismatischer Führer gefehlt habe. Aufgrund dessen, und der Existenz von Konzentrationslagern, bezeichnen einige Beobachter Nordkorea auch als nationalsozialistisches Regime.
Seit dem Tod Kim Il-sungs wird der Posten des Präsidenten nicht mehr besetzt, da dieser für immer Kim Il-sung (dem Ewigen Präsidenten) vorbehalten sei. Kim Jong-il vereinigte jedoch neben anderen Spitzenämtern den Vorsitz der Partei der Arbeit Koreas und des Verteidigungskomitees auf sich, das vom Parlament inzwischen zum höchsten Amt des Staates erklärt wurde. Dies kann als Konsequenz der von Kim Jong-il eingeführten Songun-Politik gesehen werden, der zufolge alle Belange des Staates der Entwicklung und Verbesserung des Militärs unterzuordnen sind. „Der Schutz der revolutionären Führung um jeden Preis ist der höchste Patriotismus und die erste Priorität unseres Militärs und des Volkes“, hieß es nach Berichten der südkoreanischen Nachrichtenagentur Yonhap in einem Leitartikel der offiziellen Zeitung Rodong Sinmun. Begründet wird dies mit einem Bedrohungsszenario, das von der stets akuten Gefahr einer Invasion durch ausländische Truppen ausgeht. Nicht zuletzt wird durch Songun auch der Aufbau des Atomwaffenarsenals gerechtfertigt. Mitte April 2012 verabschiedete die Oberste Volksversammlung eine Verfassungsänderung, in der es heißt, der 2011 gestorbene Herrscher Kim Jong-il habe aus dem Land einen Staat im Besitz von Atomwaffen und einer unbezwingbaren militärischen Macht geformt. Als Folge leidet die Bevölkerung immer wieder an Hungersnöten, es mangelt an Konsumgütern, die Infrastruktur ist unzureichend und das Gesundheitssystem ungenügend.
Auf den Bürgerkrieg in Libyen 2011 reagierten offizielle Stellen in Nordkorea mit der Aussage, Libyen hätte besser nicht auf sein Atomprogramm verzichten sollen. Die New York Times zitierte einen Blogeintrag des Koreaspezialisten Rüdiger Frank, wonach aus nordkoreanischer Perspektive daher ein Abrücken von der Songun-Politik in weite Ferne rücke. Seit 2016 ist unter Kim Jong-un eine Abkehr von der Songun-Politik zu beobachten, hin zu einem eigenen Führungsstil Kim Jong-uns.

### Politische Indizes
| Name des Index                     | Indexwert    | Weltweiter Rang | Interpretationshilfe | Jahr |
| ---------------------------------- | ------------ | --------------- | --- | ---- |
| Fragile States Index               | 87 von 120   | 38 von 179      | Stabilität des Landes: große Warnung 0 = sehr nachhaltig / 120 = sehr alarmierend Rang: 1 = fragilstes Land / 179 = stabilstes Land | 2023 |
| Demokratieindex                    | 1,08 von 10  | 165 von 167     | Autoritäres Regime 0 = autoritäres Regime / 10 = vollständige Demokratie                                                            | 2023 |
| Freedom in the World Index         | 3 von 100    | —               | Freiheitsstatus: unfrei 0 = unfrei / 100 = frei                                                                                     | 2024 |
| Rangliste der Pressefreiheit       | 20,7 von 100 | 177 von 180     | Sehr ernste Lage für die Pressefreiheit 100 = gute Lage / 0 = sehr ernste Lage                                                      | 2024 |
| Korruptionswahrnehmungsindex (CPI) | 17 von 100   | 172 von 180     | 0 = sehr korrupt / 100 = sehr sauber                                                                                                | 2023 |

### Menschenrechte

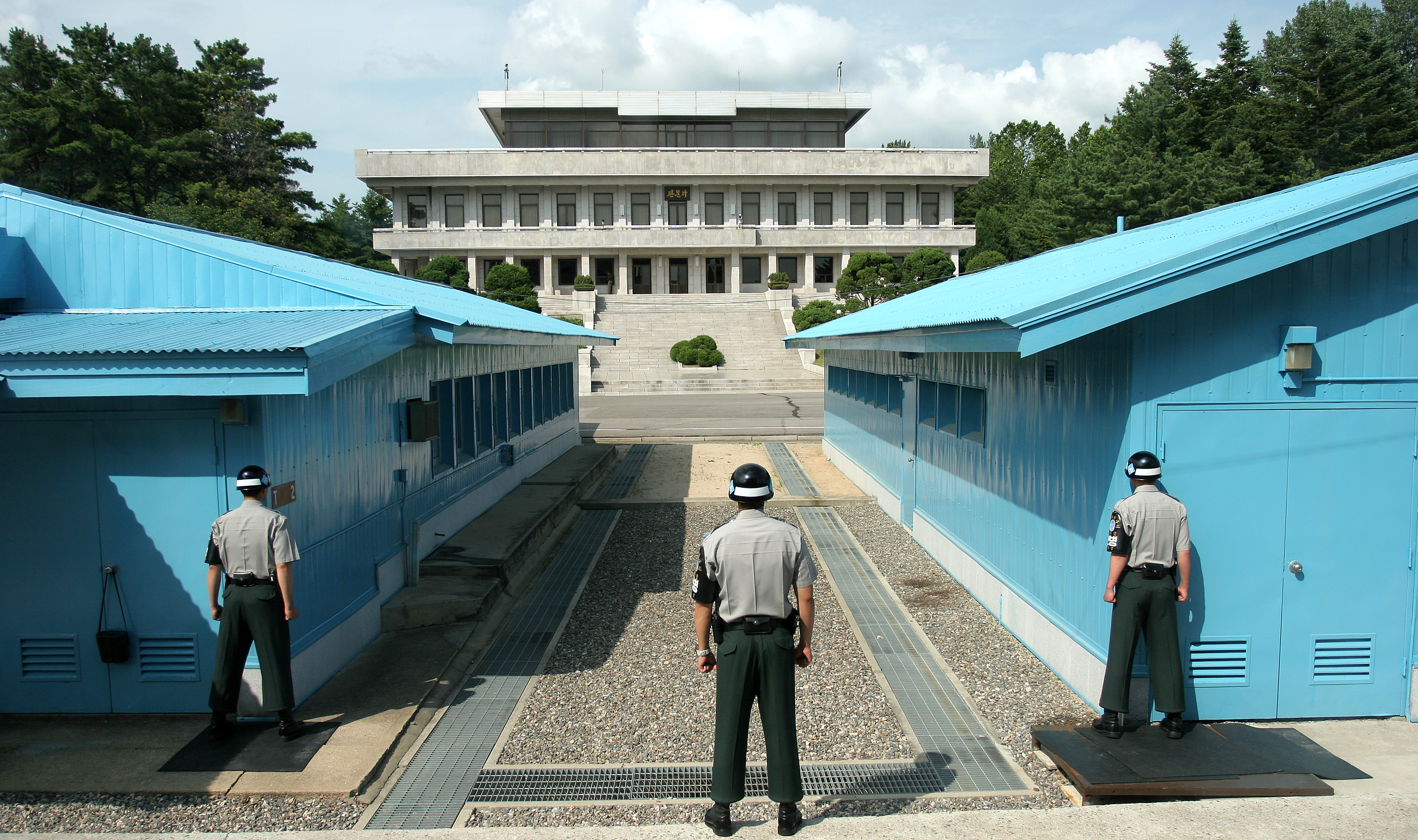
Nordkoreanisches Grenzhaus bei P’anmunjŏm, von Südkorea aus gesehen

Nordkorea zählt zu jenen Ländern, in denen die Menschenrechte am wenigsten geachtet werden. Kritik an der Führung wird streng bestraft. Die Medien werden vollständig vom Staat kontrolliert, ungenehmigte Versammlungen sind verboten. Es ist den Nordkoreanern nicht erlaubt, das Land zu verlassen. Auch der Aufenthaltsort im eigenen Land wird von den Behörden vorgeschrieben und hängt von der persönlichen politischen Kaste ab. Zum Tode verurteilte Personen werden oft in der Öffentlichkeit hingerichtet.
Menschenrechtsgruppen berichten von mehreren Konzentrations- und Umerziehungslagern im Land, in denen hauptsächlich politische Gefangene sowie Menschen, die aufgrund ihres Glaubens verhaftet wurden, inhaftiert sind. Selbst schwangere Frauen werden in diesen Lagern zu langer und harter Arbeit gezwungen. Die Inhaftierten sind der Willkür der Wärter ausgeliefert, zudem existieren Berichte über Folter, teilweise bis zum Tod. Inhaftierte starben infolge von Folter, Hunger, durch Nahrungsmittelentzug oder wurden aufgrund von geringen Vergehen hingerichtet. Westlichen Hilfsorganisationen zufolge sind rund 200.000 Menschen interniert (Stand 2005), von denen etwa 10 bis 20 Prozent jährlich durch die miserablen Lagerverhältnisse oder Exekutionen zu Tode kommen. Vereinzelte Zeugen (zum Beispiel Kang Chol-hwan oder Lee Soon-ok), denen es gelungen ist, aus den Lagern und aus Nordkorea zu fliehen, berichten zudem über Menschenversuche an Gefangenen mit Gasen oder Viren.
Einer der detaillierteren Berichte über die Situation in diesen Lagern stammt von Shin Dong-hyuk. 1982 im Konzentrationslager Kaechon geboren, war er niemals dafür vorgesehen, dieses zu verlassen, denn aufgrund der in Nordkorea praktizierten Sippenhaftung wird auch die gesamte Familie eines Verurteilten bestraft. Dadurch verbringen auch ihre Nachkommen ihr gesamtes Leben in den Lagern. Für nordkoreanische Verhältnisse ungewöhnlich, wurde er nicht einmal in der Ideologie und Staatsauffassung unterrichtet. Nachdem er 22 Jahre im Lager gelebt und die Hinrichtung seiner Mutter und seines Bruders miterlebt hatte, monatelang gefoltert wurde, ihm ein Finger abgetrennt und er Zeuge unzähliger öffentlicher Hinrichtungen geworden war, gelang ihm im Januar 2005 die Flucht. Über China erreichte er 2006 Südkorea, wo er seitdem lebt und zusammen mit Menschenrechtsorganisationen versucht, auf die Situation in Nordkorea aufmerksam zu machen. Im Konzentrationslager Haengyŏng existiert eine Gaskammer, in der laut dem vormaligen Lagerkommandanten Kwon Hyuk Gefangene zu Anschauungszwecken vergast wurden. Der geflohene Wächter Ahn Myong-chol berichtete auch von Menschenversuchen im Lager Haengyŏng.
Die Religionsfreiheit ist in Nordkorea nur formell gewährleistet (siehe Abschnitt Religion).
Nach China geflüchtete Nordkoreaner, die aus China zurück nach Nordkorea abgeschoben wurden, sollen hingerichtet worden sein, teilweise öffentlich, um Landsleute vor einer Flucht abzuschrecken. So sollen Anfang 2005 in nur einem Monat 70 Menschen in diesem Zusammenhang hingerichtet worden sein.
Die Verteilung von durch das Ausland gelieferten Nahrungsmitteln und anderer Hilfsgüter wurde bisher immer durch die Behörden durchgeführt. Die Regierung verschlimmerte so besonders während der Hungersnot der 1990er Jahre die Situation, da regierungsfreundliche Personen und insbesondere das Militär bevorzugt wurden. Da eine gerechte Verteilung der Hilfsgüter nicht gewährleistet werden konnte, zogen sich mehrere Hilfsorganisationen aus Nordkorea zurück.
Am 17. Februar 2014 legt eine Untersuchungskommission der UNO in Genf so detailliert wie noch nie einen Bericht von 372 Seiten vor: Basierend auf Erfahrungsberichten von Dutzenden Exilanten und Flüchtlingen werden dem Regime in Pjöngjang systematische und weitreichende Menschenrechtsverletzungen, von denen viele Verbrechen gegen die Menschlichkeit sind, vorgeworfen: Vernichtung, Versklavung und das Aushungern der eigenen Bevölkerung. Die Experten empfehlen ob der Notlage der Bevölkerung keine generellen Sanktionen, sondern Sanktionen gegen die verantwortlichen Funktionäre und deren Anklage vor einem Internationalen Strafgerichtshof, was in einem Brief auch dem nordkoreanischen Diktator Kim Jong-un mitgeteilt worden ist, so der Leiter der UNO-Kommission Michael Kirby. Die Volksrepublik China verhinderte als engster Verbündeter Nordkoreas und ständiges Mitglied des UN-Sicherheitsrats jedoch bisher eine entsprechende Anklage.

### Informationsfreiheit

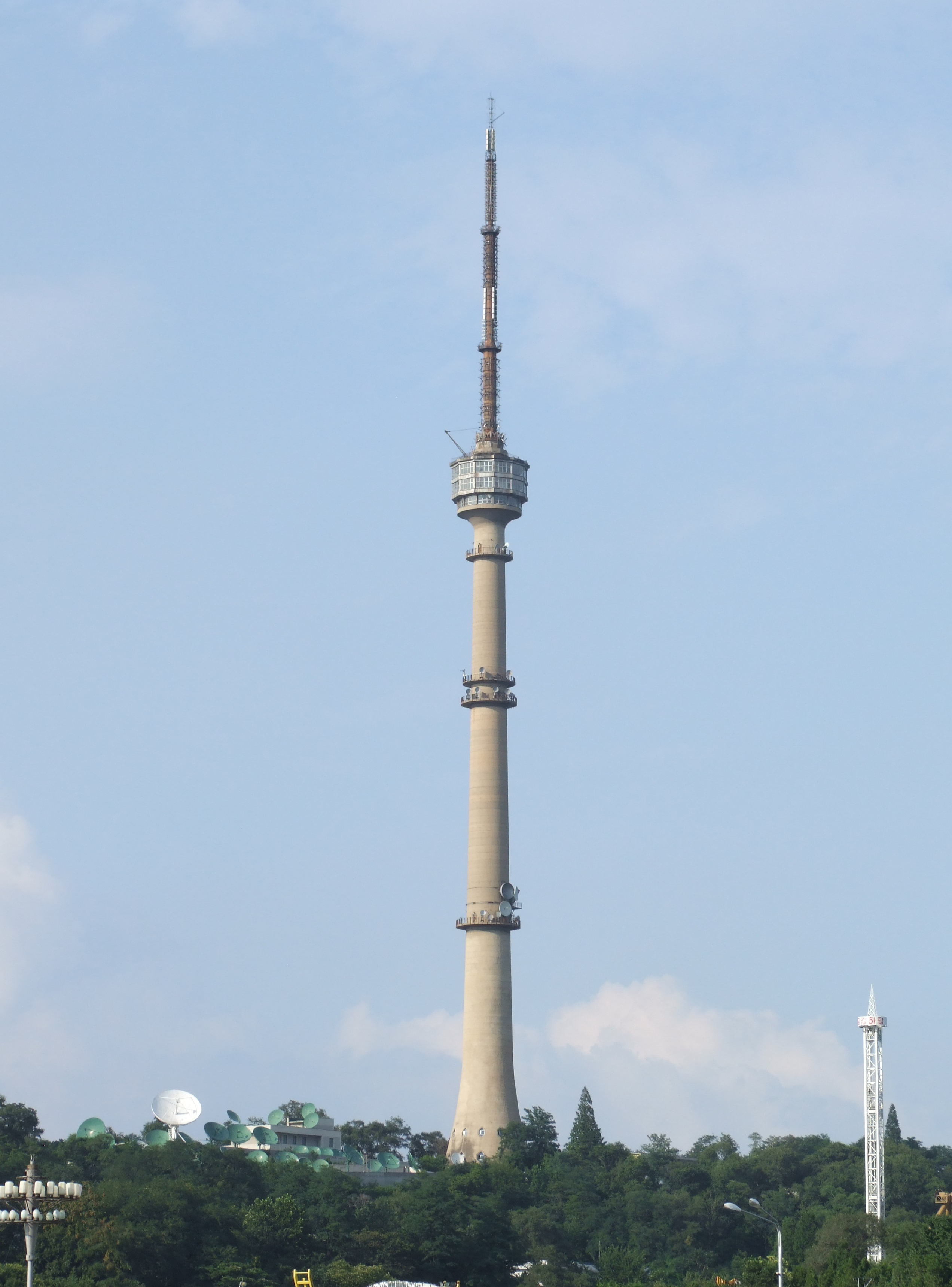
Der Fernsehturm in Pjöngjang

Die öffentlichen Medien werden vollständig vom Staat und dessen Nachrichtenagentur KCNA kontrolliert. Die Bürger haben praktisch keinen Zugang zu unabhängigen und ausländischen Nachrichtenquellen. In der von Reporter ohne Grenzen veröffentlichten Rangliste der Pressefreiheit belegte Nordkorea seit der Erstveröffentlichung im Jahre 2002 entweder den letzten Platz oder den vorletzten Platz.
Im Juni 2004 – 18 Monate nachdem der erste Mobilfunknetzbetreiber seinen Dienst aufgenommen hatte – verfügte die Regierung Nordkoreas, dass alle Mobiltelefone wieder eingezogen werden sollen und alle Mobilfunkbetreiber verboten werden. Es soll damit verhindert werden, dass unliebsame Informationen ins Land kommen bzw. dasselbe verlassen oder Regimegegner Informationen austauschen können. Im Dezember 2008 erhielt Koryolink, ein Joint-Venture des ägyptischen Telekom-Mischkonzernes Orascom Telecom und der staatlichen nordkoreanischen Post- und Kommunikationsbehörde, eine Lizenz zum Betrieb eines UMTS-Mobilfunknetzes in Pjöngjang. Der bislang einzige Mobilfunkanbieter hatte bereits im Juni 2010 über 100.000 Teilnehmer, im Februar 2012 wurde die Eine-Million-Marke erreicht. Mit Stand von 2012 waren allerdings weder Gespräche ins Ausland, noch die Nutzung des mobilen Internets möglich. Weiterhin dürfen die offiziell importierten Mobilgeräte nicht über Memory-Cards, Videokameras oder eine Bluetooth-Funktion verfügen. Medienberichten zufolge müssen Personen, die einen Mobilfunkanschluss haben möchten, neben ihren persönlichen Daten auch eine Erklärung darüber abgeben, dass sie keine Anrufe tätigen, deren Inhalt Staatsgeheimnisse berührt und das Gerät auch nicht missbräuchlich verwenden. Zudem soll eine Erlaubnis der Sicherheitsbehörden nötig sein, die nur der Nomenklatura erteilt wird. Im Grenzgebiet zu China sollen Menschen aber mithilfe von chinesischen Geräten auf das Netz des Nachbarlandes zugreifen und somit auch Auslandsgespräche führen können.
Die nordkoreanische Regierung ist bestrebt, freie Berichterstattung in Nordkorea zu unterbinden. Journalisten, auch aus dem Ausland, dürfen sich nur in Begleitung von staatlich bestellten Kontrolleuren im Land bewegen. Im Januar 2012 wurde Associated Press erlaubt, ein Korrespondentenbüro in Pjöngjang zu eröffnen. AP wurde damit die erste ausländische Nachrichtenagentur, die regelmäßig aus dem Land berichten darf. Die wenigen ausländischen Journalisten kommen nur „auf Einladung regierungsnaher Strukturen“ offiziell ins Land. Da unabhängiger Journalismus nicht möglich ist, muss die japanische Zeitung Rimjin-gang auf Nordkoreaner zurückgreifen, die Informationen heimlich und unter hohem Risiko aus dem Land schmuggeln, welche dann über China weitergeleitet werden.
Die starke Isolation und restriktive Informationspolitik des Landes fördert die Bildung von Gerüchten und Spekulationen im Ausland. So berichtete die BBC im März 2014 von einer angeblichen Vorschrift, wonach ein Teil der Bevölkerung die Frisur Kim Jong-uns zu tragen habe. Die Meldung geht auf eine Veröffentlichung des US-amerikanischen Senders Radio Free Asia zurück und wurde danach von zahlreichen Medien übernommen. Beobachtungen von Informanten des auf Nordkorea spezialisierten Onlineportals NK News konnten die Meldung jedoch nicht bestätigen. Ein Friseursalon, den ein ZDF-Team im Jahr 2017 besuchen konnte, um den Alltag des Volkes zu dokumentieren, bot 18 Frisuren für Frauen und 10 für Männer an, womit die Bürger die Verbundenheit mit dem Staat zum Ausdruck bringen. Es wurde im Verlauf der Reportage eine sehr vorsichtige und kontrollierte Öffnung des Landes festgestellt, jedoch bei strikter Isolation aller Ausländer von Einheimischen, von wenigen arrangierten Kontakten mit ausgewählten Gesprächspartnern abgesehen.
Im Jahr 2004 wurde ein Lesesaal des Goethe-Instituts in Pjöngjang eröffnet. Der Bestand umfasste neben deutscher Literatur vor allem praktische Fachbücher von Medizin bis Bauingenieurwesen. Zusätzlich waren dort bis zum Jahr 2007 auch deutsche Zeitschriften und Zeitungen zugänglich. Ob es der nordkoreanischen Bevölkerung tatsächlich möglich war, dieses Angebot anzunehmen, war allerdings von Anfang an umstritten. In den ersten drei Monaten des Jahres 2007 kamen etwa 50 Besucher in den Lesesaal; im November 2009 wurde er seitens des Goethe-Institutes geschlossen. Als Ursache wurden Vertragsverletzungen der nordkoreanischen Seite genannt, die den ungehinderten Zugang zur vorhandenen Literatur nur regimetreuen Kadern gewährte. Im Oktober 2008 kam es auf Initiative des Deutschen Botschafters in Nordkorea Thomas Schäfer zu einer Ausstellung der United Buddy Bears im Stadtzentrum von Pjöngjang. Es war die erste öffentliche Kunstausstellung aus dem Ausland, die für jedermann frei zugänglich war.
Medienberichten zufolge wurden Spiele der Fußball-Weltmeisterschaft 2006 im Koreanischen Zentralfernsehen gezeigt, jedoch nicht live. Spiele, die von Mannschaften feindlich angesehener Staaten gewonnen wurden, wurden nicht ausgestrahlt. Die Spiele der Fußball-Weltmeisterschaft 2010, für die sich die nordkoreanische Mannschaft qualifizieren konnte, wurden mithilfe der Asia-Pacific Broadcasting Union ausgestrahlt. Zuvor waren Verhandlungen mit der südkoreanischen Sendeanstalt SBS, die die Rechte für die gesamte Koreanische Halbinsel besitzt und 2006 die Bilder für Nordkorea lieferte, aufgrund von politischen Spannungen gescheitert. Die Aufzeichnung der ersten Partie gegen Brasilien wurde einen Tag später ausgestrahlt. Das zweite Spiel gegen Portugal wurde live ausgestrahlt.

### Internet
→ Siehe auch #Telekommunikation und Internetanbindung

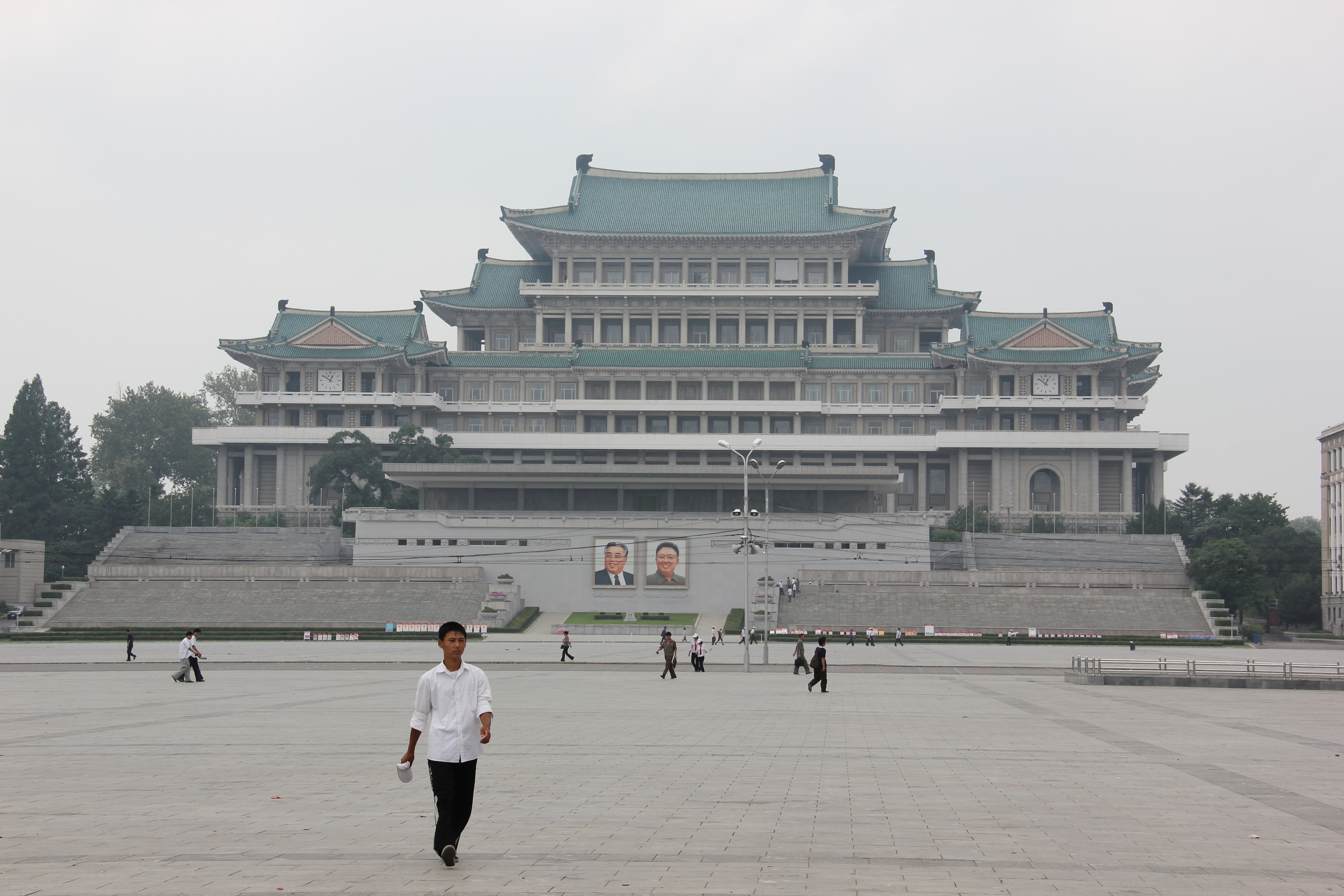
Große Studienhalle des Volkes am Kim-Il-sung-Platz

Nordkoreas Bevölkerung ist teilweise vom globalen Internet abgeschottet. Im Zeitraum von drei Jahren, von 2018 bis einschließlich 2020, stieg die Internetnutzung in Nordkorea jedoch insgesamt um 300 Prozent an. Die Nomenklatura, die Elite aus politischer und militärischer Führung, nutzt das Internet dagegen ausgiebig zum Konsum und der Benutzung von ausländischen Medien, wie Filmen, Computerspielen und sozialen Netzwerken. Die physische Infrastruktur des Internets in Nordkorea wird (Stand Februar 2021) durch je ein chinesisches und ein russisches Unternehmen, die jeweils ein Kabel in Nordkorea betreiben, bereitgestellt.
Durch staatlich organisierte Cyberkriminalität finanziert Nordkorea nach Informationen der Vereinten Nationen (UN) sein eigenes Kernwaffenprogramm. Von 2017 bis einschließlich 2022 erbeutete Nordkorea auf diesem Wege 1,2 Milliarden US-Dollar. Verantwortlich für die Cyberkriminalität Nordkoreas ist das Büro 121.
Etliche amtliche Stellen sowie Regierungsangestellte, Fremdenführer und Studenten, mit denen westliche Besucher sich unterhalten dürfen, haben E-Mail-Adressen bei Providern in China, die ein nordkoreanisch-chinesisches Gemeinschaftsunternehmen darstellen. Unter diesen sind sie auch aus dem Westen erreichbar, sofern der Absender zuvor bei offiziellen nordkoreanischen Stellen registriert wurde.
Es gibt ein landesweites Intranet namens Kwangmyong, das hauptsächlich Betriebe, Behörden und Ministerien verbindet. In der Großen Studienhalle des Volkes dürfen westliche Besucher beobachten, wie Studenten über dieses Intranet chatten. Zivile Nutzung durch Mitarbeiter der angeschlossenen Organisationen ist eingeschränkt möglich. Es soll jedoch die Möglichkeit geben, Kwangmyong über Tablets via einer VPN-Anbindung zu nutzen. WLAN oder Bluetooth sind jedoch nicht vorhanden.
Der nordkoreanische Staat betreibt über die Organisation Komitee für die friedliche Wiedervereinigung Koreas neben der Website Minjok Tongshin auch den Online-Dienst Uriminzokkiri, der Nachrichten auf Koreanisch, englisch und russisch sowie Inhalte des nordkoreanischen Fernsehens auf YouTube bereitstellt.
Im September 2014 wurde es ausländischen Botschaften verboten, WLAN zu nutzen. Hintergrund dieser Aktion war, dass die Botschaften ihr WLAN nicht verschlüsselten, sodass es jedermann möglich war, über diese Netze im Internet zu surfen. Es wird vermutet, dass die Botschaften ihr WLAN absichtlich nicht verschlüsselten, um nordkoreanischen Bürgern einen Zugriff auf ausländische Websites zu ermöglichen. Angeblich sollen infolgedessen sogar die Wohnungspreise in direkter Nachbarschaft der Botschaften gestiegen sein.
Ein Besuch der BBC bei der Kim-Il-sung-Universität offenbarte im Jahr 2016, dass die Studenten kein Internet über die Computer der Universität aufrufen konnten – und dass sie dies nicht gegenüber ausländischer Presse zugeben konnten.

### Außenpolitik

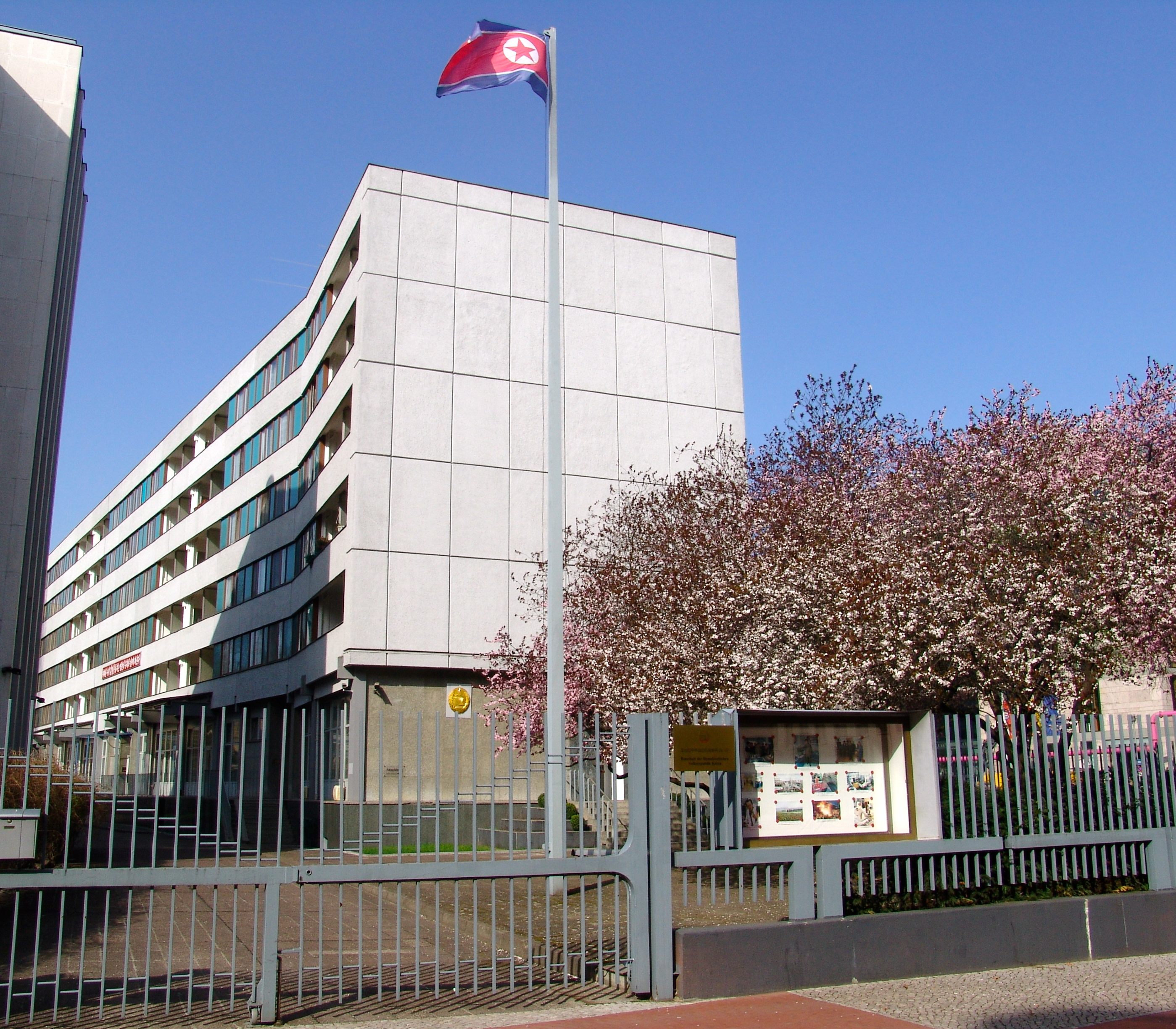
Nordkoreanische Botschaft in Berlin

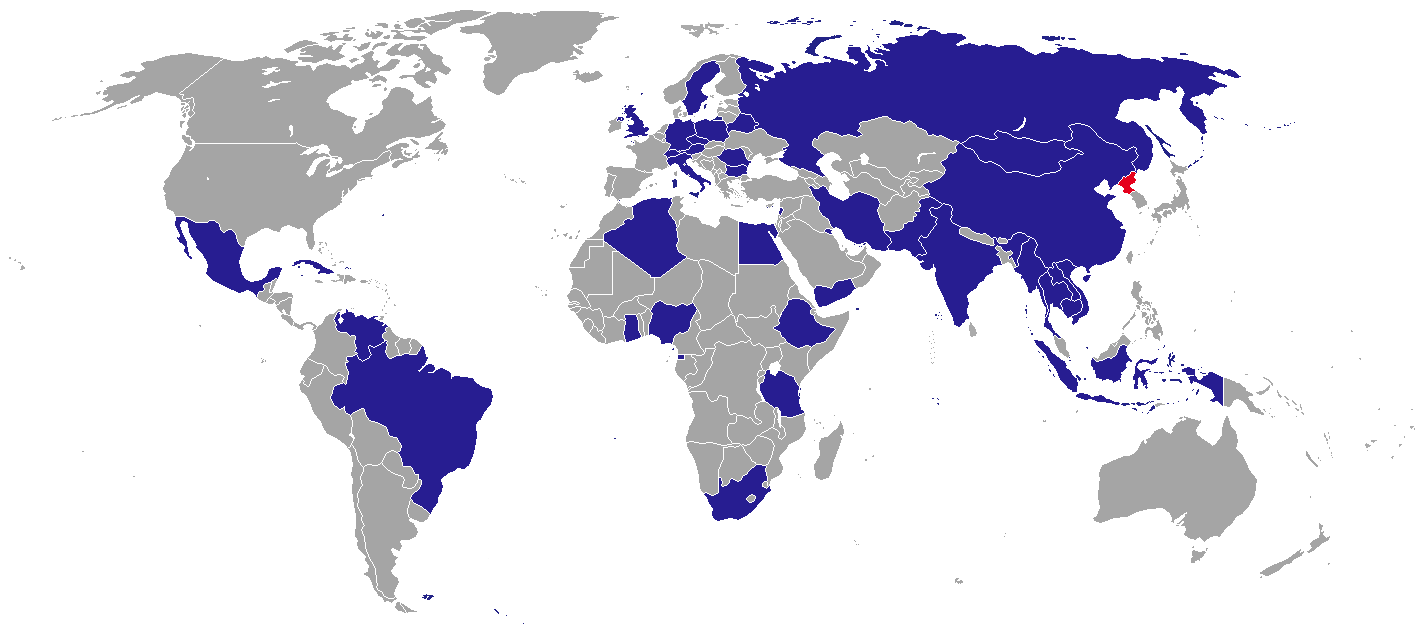
Nordkorea
Staaten mit Nordkoreanischer Botschaft

In den ersten Jahren nach seiner Gründung führte Nordkorea nur Beziehungen zu anderen kommunistischen Staaten. Eine außenpolitische Öffnung begann in den 1960er und 1970er Jahren mit dem Beitritt zur Bewegung der Blockfreien Staaten und der Aufnahme von Beziehungen mit Ländern der Dritten Welt. Nach dem Kollaps der nordkoreanischen Wirtschaft, aufgrund des Zusammenbruchs des Ostblocks am Anfang der 1990er Jahre, musste das Land wegen fehlender finanzieller Ressourcen einen Teil seiner Botschaften schließen. Gleichzeitig nahm Nordkorea in dieser Zeit zum ersten Mal Beziehungen zu marktwirtschaftlichen Staaten der westlichen Welt auf.
Wegen seines Atomprogramms und der schweren Menschenrechtsverletzungen, die Nordkorea vorgeworfen werden, ist das Land weitgehend isoliert. Nordkorea selbst begründete sein Atomprogramm bisher als grundlegend für seine nationale Sicherheit und berief sich dabei auf seine nationale Souveränität. Starke Beziehungen pflegt das Land noch mit Laos, Vietnam und Kambodscha in Südostasien. Weitere Länder mit besseren Beziehungen zu Nordkorea sind Kuba, Venezuela, Russland und der Iran. Es gibt Berichte, dass der Iran und Nordkorea bei ihren jeweiligen Atomprogrammen kooperiert haben. Einziger nomineller Verbündeter des Landes ist die Volksrepublik China. Es besteht in Nordkorea eine erdrückende wirtschaftliche und politische Abhängigkeit von China, denn der größte Teil des Außenhandels des Landes wird über die chinesische Grenze abgewickelt. In letzter Zeit kühlten sich die Beziehungen aufgrund wiederholter nordkoreanischer Raketentests jedoch deutlich ab. Im September 2017 stimmte China der UN-Sicherheitsratsresolution 2375 zu, mit der die wirtschaftlichen Sanktionen gegen das Land deutlich verschärft wurden.
Nordkorea ist neben Bhutan, Iran und Syrien eines der Länder, die keine offiziellen diplomatischen Beziehungen zu den Vereinigten Staaten unterhalten. Weitere Länder, mit denen das Land keine Beziehungen unterhält oder die die Beziehungen abgebrochen haben, sind u. a. Argentinien, Botswana, Estland, Frankreich, Irak, Saudi-Arabien, Israel, Japan und Taiwan. Das Verhältnis zu Südkorea und Japan ist von erheblichen Spannungen geprägt. Mit Japan sind die wiederholten Entführungen japanischer Staatsbürger und das Atomprogramm des Landes Streitpunkte. Die Qualität der Beziehungen zum Bruderstaat Südkorea schwankte in der Geschichte der beiden Länder sehr stark. Nach der Intensivierung des Atom- und Raketenprogramms Nordkoreas im Laufe des Jahres 2017 erreichten die Beziehungen zunächst einen absoluten Tiefpunkt und jegliche bilaterale Zusammenarbeit wurde suspendiert. Im Mai 2018 wurde jedoch bei einem Treffen von Kim Jong-un mit dem Präsidenten Südkoreas Moon Jae-in eine Annäherung der beiden Länder beschlossen. Ergebnisse des Treffens waren u. a. die Wiedereinführung der gemeinsamen Koreanischen Zeit und der Beschluss, den nach wie vor herrschenden Kriegszustand zwischen beiden Staaten zu beenden. Danach entfernten sich beide Staaten aber wieder. Anfang 2024 erklärte Kim, dass eine Vereinigung der beiden Koreas nicht mehr möglich sei, und bezeichnete Südkorea als Erzfeind. Oktober 2024 berichtete die staatliche Nachrichtenagentur KCNA, dass Nordkorea in seiner überarbeiteten Verfassung Südkorea als „eindeutig feindlichen Staat“ bezeichnet. Damit entfernt sich Nordkorea weiter vom langjährigen Ziel einer Wiedervereinigung und strebt stattdessen ein Zwei-Staaten-System an.

### Internationale Verträge
Nordkorea vereinbarte 1961 mit der Sowjetunion und der Volksrepublik China jeweils einen Freundschaftsvertrag, der gegenseitige militärische und wirtschaftliche Hilfen umfasste. Russland kündigte den Vertrag am 7. August 1996 kurz vor seinem Ablauf im September desselben Jahres und ersetzte ihn durch einen 2006 unterzeichneten Vertrag, der keine militärische Beistandsklausel mehr enthielt. Der Vertrag mit der Volksrepublik China ist noch in Kraft, die gegenseitigen Verpflichtungen wurden jedoch verringert.
Am 17. September 1991 wurde Nordkorea Mitglied der Vereinten Nationen. Der Beitritt zum Atomwaffensperrvertrag erfolgte im Dezember 1985 und der Austritt im April 2003.
Anfang September 2012 wurde in Teheran ein wissenschaftliches und technologisches Kooperationsabkommen mit dem ebenfalls politisch isolierten Iran unterzeichnet. An dem Treffen zwischen Außenminister Pak Ui-chun und dem iranischen Forschungsminister Kamran Daneschdschu nahmen auch Kim Yŏng-nam und Mahmud Ahmadinedschad teil. Das Abkommen sieht die Errichtung gemeinsamer Labors, den Austausch wissenschaftlicher Arbeitsgruppen und Technologietransfers in den Bereichen Informationstechnik, Energie, Umwelt, Landwirtschaft und Ernährung vor.

### Militär

#### Konventionelle Streitkräfte

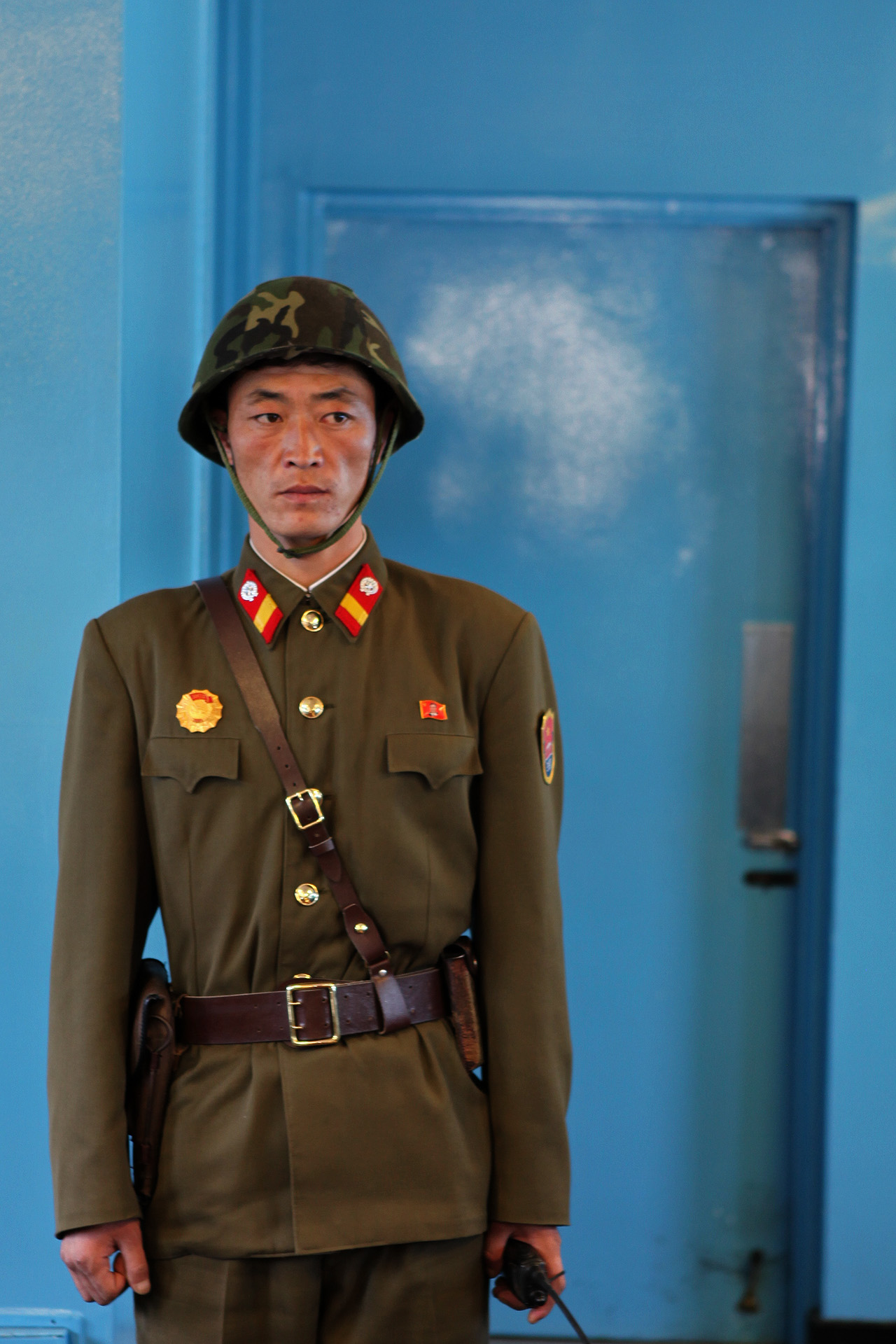
Soldat der Koreanischen Volksarmee (KVA)

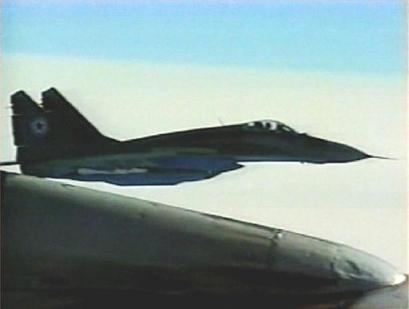
MiG-29A „Fulcrum“ Serie 9.13

Laut nordkoreanischer Geschichtsschreibung wurde am 6. Juli 1932 von Kim Il-sung eine Koreanische Revolutionsarmee gegründet, um für eine Unabhängigkeit Chōsens vom japanischen Kaiserreich zu kämpfen. Am 25. April 1932 erfolgte die Gründung einer Antijapanischen Partisanenvolksarmee (APVA), aus der im März 1934 die Koreanische Revolutionäre Volksarmee (KRVA) hervorging. Abgesehen von einem Angriff auf eine Polizeistation in Pochonbo am 4. Juni 1934, der propagandistisch als Schlacht überhöht wurde, ist die KRVA während der Zeit, als Korea eine Provinz Japans war, nur in begrenztem Umfang in Erscheinung getreten. Während bis zum Anfang der 1960er Jahre die entscheidende Rolle der Sowjetarmee bei der Befreiung Koreas von der japanischen Kolonialherrschaft noch offiziell anerkannt wurde, hieß es später in der Geschichtsschreibung Nordkoreas lange Zeit nur noch, die KRVA unter der Führung Kim Il-sungs hätte Korea befreit. Heute wird der Anteil der Sowjetarmee an der Befreiung Nordkoreas zumindest partiell wieder anerkannt.
Noch vor der Gründung der Volksrepublik am 9. September 1948 wurde bereits am 8. Februar 1947 die Koreanische Volksarmee (KVA) aufgestellt, die in den folgenden Jahren in großem Umfang aufgerüstet wurde. Die KVA umfasste zu dieser Zeit etwa 200.000 Soldaten. Ausbilder und Waffen kamen aus der Sowjetunion.
Die paramilitärischen Arbeiter-und-Bauern-Rotarmisten bestehen seit 1959.
Die Land- und die Luftstreitkräfte sind jeweils die zweitgrößten in Asien nach denen der Volksrepublik China. Insgesamt stehen ständig mehr als eine Million Soldaten unter Waffen. Die Dienstzeit beträgt für Männer 10 Jahre, für Frauen 5 Jahre. Die Ausbildung wird von einer Indoktrination begleitet, die es jedem Soldaten der KVA zur heiligen Pflicht macht, für die Verteidigung der Volksrepublik und die Wiedervereinigung der Halbinsel und Befreiung Südkoreas von den US-Truppen bis zum letzten Blutstropfen zu kämpfen. Die Waffen gelten aber weitgehend als veraltet, Probleme mit Ersatzteilen dürften die Einsatzbereitschaft weiter begrenzen.
Neben den Hauptgegnern Südkorea und dessen Verbündeten USA ist vor allem Japan aufgrund seiner früheren Kolonialpolitik von 1910 bis 1945 ein wesentlicher Teil des Feindbildes der Koreanischen Volksarmee.

#### Atomwaffen- und Raketenprogramm
Etwa seit der Jahrtausendwende stand Nordkorea wegen des Streits um sein Atomwaffenprogramm im Blickpunkt der Weltöffentlichkeit. Nach eigenen Angaben verfügt der Staat über mehrere einsatzbereite Atombomben. Eine zurzeit in Nordkorea in Entwicklung befindliche Interkontinentalrakete des Typs Taepodong-2 soll, mit einem Atomsprengkopf bestückt, die Westküste der USA erreichen können. Das Atomprogramm wird laut den Vereinten Nationen (UN) wesentlich aus erbeuteten Einnahmen durch organisierte Cyberkriminalität finanziert. Von 2017 bis einschließlich 2022 stahl Nordkorea auf diesem Wege 1,2 Milliarden US-Dollar. Verantwortlich für die Cyberkriminalität Nordkoreas ist das Büro 121.
Nach eigenen Angaben hat Nordkorea am 9. Oktober 2006 erstmals einen unterirdischen Atomtest erfolgreich durchgeführt. Messungen russischer und südkoreanischer Experten bestätigten die Meldung, dass eine Sprengung durchgeführt wurde. Ob es sich um eine atomare oder eine konventionelle Sprengung handelte, ist jedoch noch nicht vollständig geklärt. Am 10. Oktober 2006 zitierte Südkoreas Nachrichtenagentur Yonhap einen nordkoreanischen Regierungsmitarbeiter: „Wir hoffen, dass die Lage geklärt ist, bevor es zu einem unglücklichen Zwischenfall kommt und wir eine Atomrakete abfeuern“, was als indirekte Drohung gesehen wird.
Im Oktober 2007 begann Nordkorea mit US-amerikanischen und weiteren internationalen Experten seine Atomanlagen zu zerstören. Als Gegenleistung wurden Wirtschaftshilfen und weitere Hilfsmaßnahmen für die Bevölkerung gewährt. Nachdem am 27. Juni 2008 der Kühlturm des Atomreaktors Nyŏngbyŏn gesprengt wurde, kündigte der US-Präsident George W. Bush die Aufhebung von Handelssanktionen an und ließ Nordkorea von der Liste der den Terror unterstützenden Staaten löschen.
Im Februar 2013 führte Nordkorea erneut einen Atomtest durch, der international auf starke Kritik stieß. Anfang März 2013 drohte Kim Jong-un mit einem präventiven Atomschlag gegen die USA, falls die UN-Sanktionen weiter verstärkt würden. Letzteres geschah jedoch wie erwartet am 7. März 2013.
Am Abend des 5. Januars 2016 meldete Nordkorea den erfolgreichen Test einer Wasserstoffbombe. Kurz darauf, am 8. Februar 2016, gelang Nordkorea der Start einer Langstreckenrakete, mit der ein Satellit in den Orbit gebracht wurde. Experten und internationale Beobachter gingen jedoch davon aus, dass der Zweck des Abschusses der Test von Raketentechnologie war, um eine einen Atomsprengkopf tragende Rakete zu entwickeln, mit der die Vereinigten Staaten von Amerika erreicht werden können. Am 9. April 2016 wurde ein Booster für die Interkontinentalraketen (ICBM) vom Typ KN-14 erfolgreich getestet.
Die Entwicklungen, die das nordkoreanische Raketenprogramm hervorbrachte, machten von 2013 bis 2017 eine Reihe von technologischen Sprüngen, von denen Experten überzeugt sind, dass sie auf Basis ausländischer Entwicklungen erfolgt sein müssen. Im Juli 2017 wurde mit der Hwasong-14 mit 3400 Meilen Reichweite die erste echte Interkontinentalrakete Nordkoreas erprobt. Der Sicherheitsrat der Vereinten Nationen verhängte anschließend im September 2017 weitere Sanktionen. Als Resultat der Raketentests drosselte die Volksrepublik China die Ausfuhr von Diesel und Benzin nach Nordkorea, so dass angenommen wird, der einzig verbliebene Lieferant seien Tanker, die aus der Russischen Föderation, von Wladiwostok aus, nordkoreanische Häfen mit Treibstoff versorgten, ohne internationale Gewässer zu befahren. Wenig später wurden jedoch chinesische Schiffe von US-Spionagesatelliten erfasst, wie sie in etwa 30 Fällen in einer Spanne zwischen Oktober und Dezember 2017 Treibstoff auf See an nordkoreanische Schiffe abgaben.
Am 29. November 2017 wurde von Nordkorea eine Rakete vom Typ Hwasong-15 gestartet. Pjöngjang erklärte, dass diese Rakete das ganze Festland der USA erreichen könne. Der amerikanische Raketenexperte Lance Gatling sagte dazu: „Bisher haben die Nordkoreaner nur gezeigt, dass sie den Pazifik treffen können“.
Am 20. April 2018 erklärte Nordkorea, dass es niemals Atomwaffen einsetzen werde, es sei denn, es bestünde eine nukleare Bedrohung oder eine nukleare Provokation. Des Weiteren werde es keinen Transfer von Atomwaffen oder entsprechender Technologie geben. Alle interkontinentalen Langstreckenraketentests würden ab dem 21. April 2018 eingestellt, da die Realisierung des Atomwaffenprogramms erfolgreich abgeschlossen sei.

#### Nordkoreas Verstrickungen in den internationalen Waffen- und Drogenhandel
Am 6. April 2021 veröffentlichte das ZDF den Dokumentarfilm Der Maulwurf – Undercover in Nordkorea: Freunde von Kim Jong Un. Der frühpensionierte dänische Koch Ulrich Larsen war zehn Jahre Undercover in Nordkorea und der Korean Friendship Association (KFA), um die internationalen Waffen- und Drogengeschäfte von Nordkorea aufzudecken. Mit dem ehemaligen Kokaindealer Jim Latrache-Qvortrup, der sich als Investor ausgab, initiierten die beiden einen Waffendeal mit Nordkorea. Aufgrund seines hohen Ansehens in der KFA hatte er schnell das Vertrauen der nordkoreanischen Regierung, dadurch konnte er sich frei in Nordkorea bewegen und filmen. Larsen deckte so die internationalen Waffen- und Drogendeals der nordkoreanischen Regierung auf.

## Verwaltungsgliederung
Nordkorea gliedert sich in neun Provinzen sowie drei besondere Verwaltungsregionen. Pjöngjang wird direkt von der Regierung verwaltet.

### Provinzen
- Chagang-do (자강도)
- Hamgyŏng-pukto (함경 북도)
- Hamgyŏng-namdo (함경 남도)
- Hwanghae-pukto (황해 북도)
- Hwanghae-namdo (황해 남도)
- Kangwŏn-do (강원도)
- P’yŏngan-pukto (평안 북도)
- P’yŏngan-namdo (평안 남도)
- Ryanggang-do (량강도)

### Besondere Verwaltungsregionen
- Industrieregion Kaesŏng (Kaesŏng Kong-ŏp Chigu; 개성 공업 지구)
- Touristenregion Kŭmgang-san (Kŭmgang-san Kwanwang Chigu; 금강산 관광 지구)
- Besondere Verwaltungsregion Sinŭiju (Sinŭiju T’ŭkbyŭl Haengjŏnggu; 신의주 특별 행정구)

### Besondere Städte
- Namp’o (Namp’o T'ŭkpyŏlsi; 남포 특별시)
- Rasŏn (Rasŏn T’ŭkpyŏlsi; 라선 특별시)

### Städte unter direkter Verwaltung der Regierung
- Pjöngjang (P’yŏng-yang Chik’alshi; 평양 직할시)
- frühere:
  - Rasŏn (Rajin-Sŏnbong) (Rasŏn Chik’alshi; 라 선 (라진-선봉) 직할시)

## Wirtschaft

### Planwirtschaft

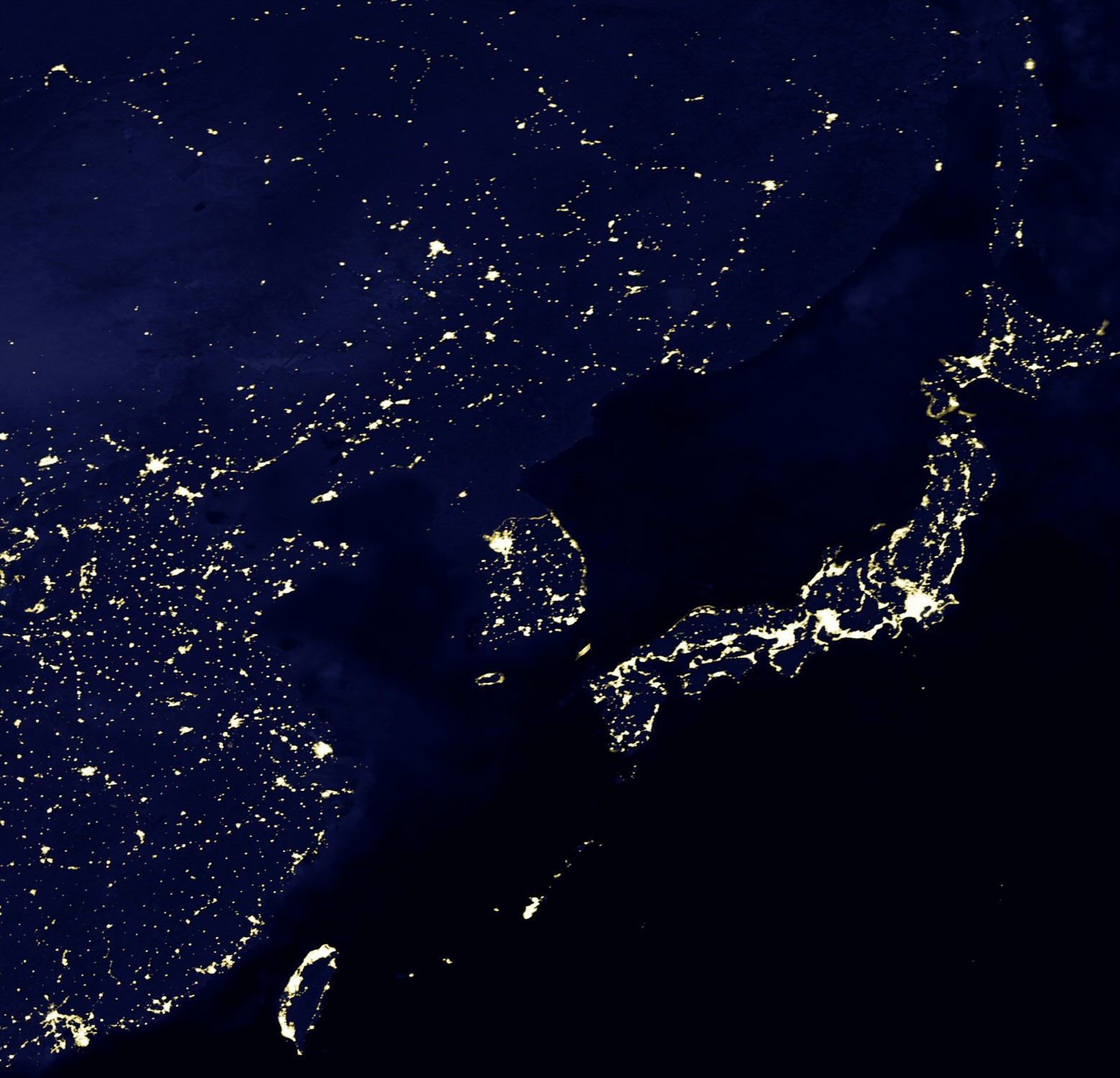
Ein nächtliches Satellitenbild der NASA aus dem Jahr 2000 zeigte Nordkorea, bis auf die Hauptstadt Pjöngjang, dunkel. – In Bildmitte die Halbinsel Korea, rechts (östlich) davon Japan (S-förmig) besonders hell.

Nordkorea besitzt eine straff zentralisierte Planwirtschaft, die im Rahmen der vorherrschenden Chuch’e-Ideologie über Jahrzehnte auf Autarkie ausgerichtet wurde. Alle Hauptindustrien sowie die Landwirtschaft befinden sich in staatlicher Hand. Das Hauptaugenmerk der Pjöngjanger Führung liegt nach wie vor auf der militärisch bedeutsamen Schwerindustrie, zugunsten derer insbesondere die Produktion von Konsumgütern und die Landwirtschaft stark vernachlässigt werden. Die Vereinten Nationen schätzen, dass das Bruttoinlandsprodukt pro Kopf Nordkoreas mit 600 USD nur ein Vierzigstel des Bruttoinlandsproduktes pro Kopf Südkoreas beträgt. Die CIA schätzt die Arbeitslosenquote 2013 auf 25,6 %. 2008 arbeiteten 37 % aller Arbeitskräfte in der Landwirtschaft und 63 % im Dienstleistungssektor oder in der Industrie. Die Gesamtzahl der Beschäftigten wird für 2017 auf 14 Millionen geschätzt.
Laut dem Index für wirtschaftliche Freiheit hat das Land 2017 die unfreieste Wirtschaft der Welt.
Der Verlust der einstigen Handelspartner im Ostblock hat zu einem weitgehenden Zusammenbruch der Wirtschaft des Landes geführt. Aufgrund ausstehender Kredite in Höhe von etwa 12,9 Milliarden US-Dollar werden Bürgschaften nordkoreanischer Banken international nicht anerkannt, was den Außenhandel stark erschwert. Zur Ernährung seiner Bevölkerung ist Nordkorea auf Lebensmittellieferungen ausländischer Hilfsorganisationen angewiesen. Die Unterstützung in Form von Nahrungsmitteln und Öl durch die Vereinten Nationen wurde allerdings verringert, nachdem Nordkorea die Einstellung seines Atomwaffenprogramms verweigerte. Zudem hat sich seit den 1990er Jahren in Folge der Krise ein Schwarzmarkt, in Medien Jangmadang genannt, gebildet, um die Versorgung zu gewährleisten. Diese informellen Märkte werden weitgehend geduldet und unterliegen kaum einer Reglementierung. Während sich die Märkte anfangs aus Not entwickelten, versuchte Nordkorea später, die Märkte offiziell ins Wirtschaftssystem zu integrieren und Steuern zu erheben. Durch die Jangmadangs kommen über China verschiedene Produkte und Kulturgüter nach Nordkorea und werden frei gehandelt.
Ab 2001 unternahm die Regierung aufgrund der angespannten Versorgungssituation Versuche, die Wirtschaft in marktwirtschaftliche Richtung zu reformieren. Diese Reformen (1. Juli-Maßnahmen) wurden aber spätestens seit 2005 weitgehend rückgängig gemacht. Bis zum 100. Geburtstag von Kim Il-sung im Jahr 2012 wollte die Regierung die Konsum-Märkte, die sich während der Hungerjahre als Überlebensmechanismen parallel zur Planwirtschaft ausgebildet hatten, wieder abschaffen. Es ist heute schon streng untersagt, Getreide auf solchen Märkten zu verkaufen, und neuerdings will die Regierung auch den freien Handel mit Industriegütern einschränken. Allerdings bekundet die Regierung erhebliche Schwierigkeiten, die dafür erlassenen Vorschriften auch durchzusetzen. Im Zuge der Marktreformen von 2001 versuchte die Regierung auch durch Joint-Ventures (siehe auch Pyeonghwa Motors) und die Einrichtung von Sonderwirtschaftszonen (siehe auch Verwaltungsregion Sinŭiju), ausländische Investoren ins Land zu locken. Durch diese Maßnahmen in Verbindung mit äußerst geringen Lohnkosten gelang es der Regierung, den Außenhandel, insbesondere mit der Volksrepublik China und Südkorea, stark zu steigern.
Das Vinalon-Werk „8. Februar“ und das Vinalon-Werk Sunch’ŏn sind die weltweit einzigen Produzenten der Chemiefaser Vinalon.

### Tourismus

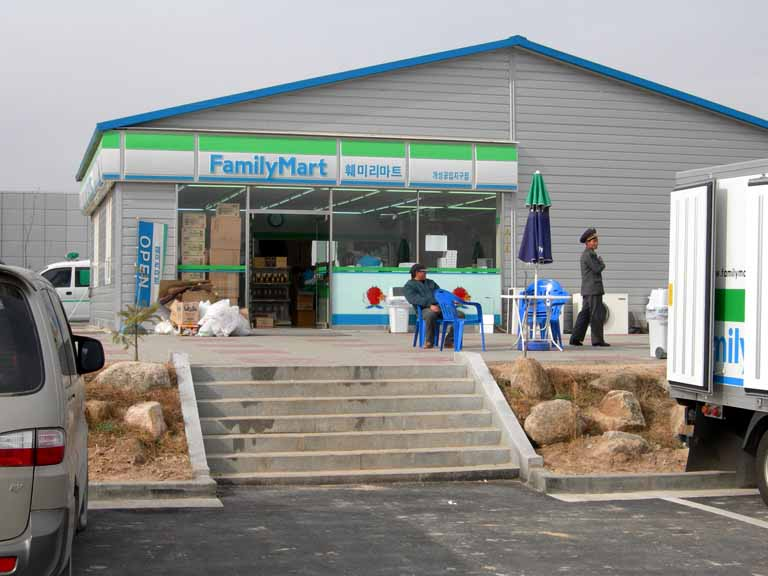
Ein Laden der japanischen Lebensmittelkette FamilyMart in der ehemaligen gemeinschaftlichen Industrieregion Kaesŏng

Für den Tourismus nach Nordkorea ist die staatliche Tourismusorganisation (Ryohaengsa) zuständig, über die jede Reise gebucht werden muss. Jede Reisegruppe und auch Alleinreisende werden permanent von zwei Reiseleitern begleitet, die in der Regel die Muttersprache der jeweiligen Touristen sprechen. Das Reiseprogramm wird vorher festgelegt, spontane Änderungen sind kaum möglich. Nach Möglichkeit wird jeder Kontakt zur einheimischen Bevölkerung unterbunden. Die meisten Touristen kommen aus China und Japan, während Touristen aus westlichen Ländern in Nordkorea noch relativ selten sind – 2011 besuchten etwa 5000 bis 6000 Touristen aus Westeuropa das Land. Nordkorea kann ganzjährig bereist werden. Für Bürger Südkoreas allerdings besteht nur für den Besuch des Arirang-Festivals die Möglichkeit, ein Visum für Nordkorea zu erlangen.
Seit 1982 gibt es speziell für Touristen in Pjöngjang mit dem Kaufhaus Nr. 1 ein eigenes Warenhaus.
Die Einfuhr von Handys war bis zum 7. Januar 2013 verboten. Entsprechende Geräte mussten bei Einreise abgegeben werden und wurden dem Eigentümer erst bei Ausreise wieder ausgehändigt.
Im Kŭmgangsan-Gebirge gibt es einige touristische Anlagen, die vom Hyundai-Konzern gebaut wurden und betrieben werden. Reisen dorthin sind nur in organisierten Gruppen von Südkorea aus möglich (siehe auch Touristenregion Kŭmgang-san). 2007 konnten erstmals südkoreanische Busreisegruppen die Stadt Kaesŏng besuchen. In Masik im Norden der Provinz Kangwŏn-do wurde Anfang 2014 ein Wintersportgebiet eröffnet, das auch Touristen zugänglich gemacht werden soll.
National und international gibt es mehrere Reiseunternehmen, die Reisen nach Nordkorea anbieten.
Seit August 2017 dürfen Bürger der Vereinigten Staaten nach einem Beschluss von US-Präsident Donald Trump nicht mehr nach Nordkorea einreisen. Ausgenommen sind US-Bürger, die zusätzlich einen ausländischen, für Nordkorea gültigen Reisepass besitzen.
Seit 2025 sollten Russische Touristen Nordkorea besuchen. Die Eisenbahnverbindung wurde wieder mit direkten Wagen bis Moskau aufgenommen. Dies war rein politisch bedingt. Zahlenmäßig könnten chinesische Touristen viel wichtiger sein.

### Staatshaushalt
Angaben zum Staatshaushalt hält Nordkorea geheim, dadurch existieren keine zuverlässigen Zahlen. Die Kosten der Aufrechterhaltung der aus 1,2 Millionen Soldaten bestehenden Armee wirken sich äußerst negativ auf die wirtschaftliche Entwicklung aus. Nach offiziellen nordkoreanischen Angaben liegen die Ausgaben des Staatshaushaltes für das Militär für das Jahr 2014 bei 15,9 Prozent. Im März 2016 wurde berichtet, dass, nach Angaben von Überläufern, die nordkoreanischen Diplomaten nicht ausreichend bezahlt würden, viele nicht krankenversichert und das Erzielen von Nebenverdiensten, auch durch Waffenhandel, erforderlich seien, auch würden Botschaftsräume vermietet.
Im September 2012 gab das russische Finanzministerium bekannt, dass es Nordkorea 90 Prozent seiner noch aus der Zeit der Sowjetunion stammenden Schulden in Höhe von umgerechnet insgesamt elf Milliarden US-Dollar erlasse und der Rest im Rahmen einer Umschuldung in Bildungs-, Gesundheits- und Energieprojekte investiert würde.

### Währung
Die Zentralbank der Demokratischen Volksrepublik Korea gibt den Nordkoreanischen Won aus.

## Infrastruktur

### Verkehr

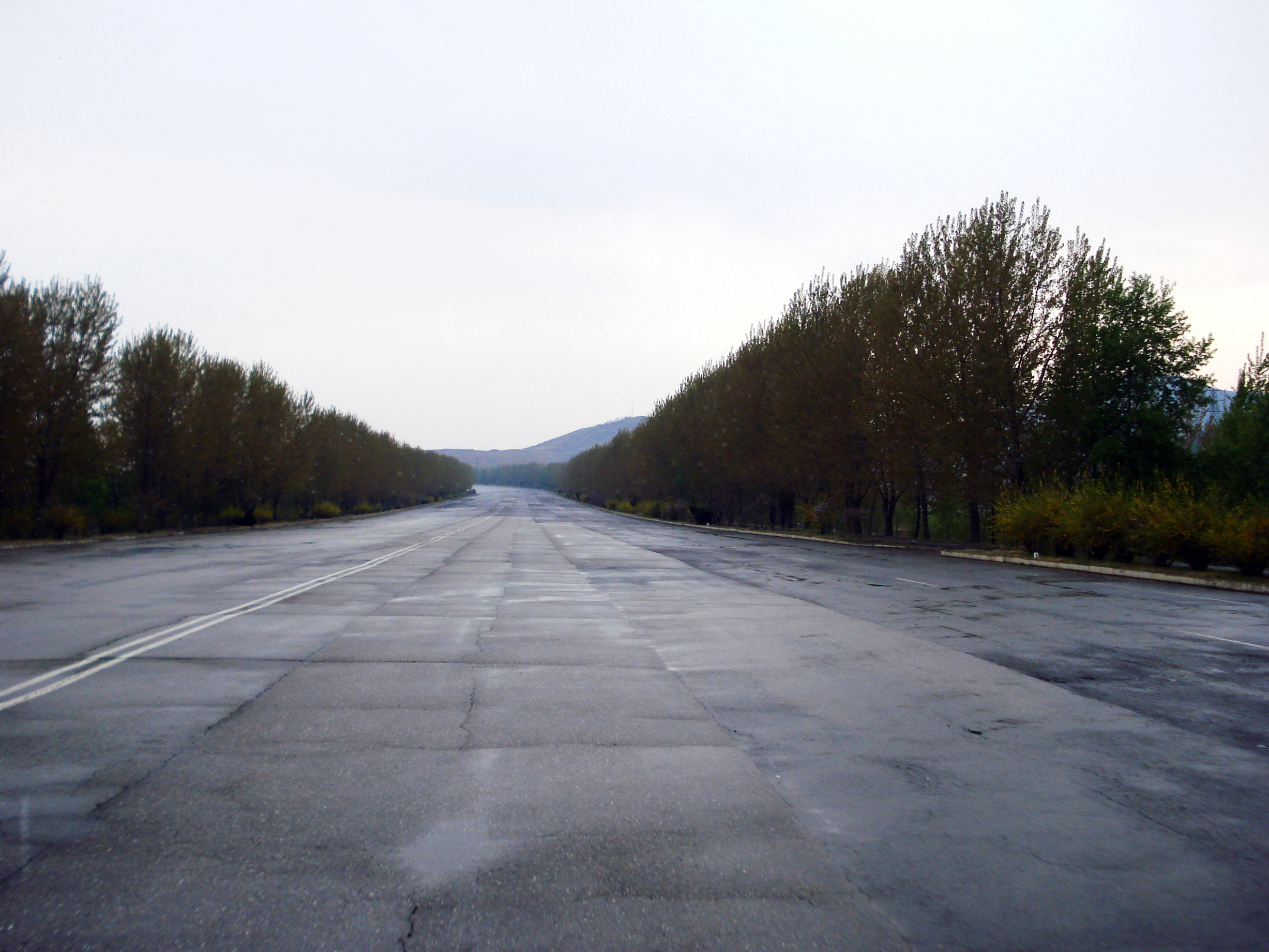
Die verwaiste Straße der Heroischen Jugend von Namp’o nach Pjöngjang

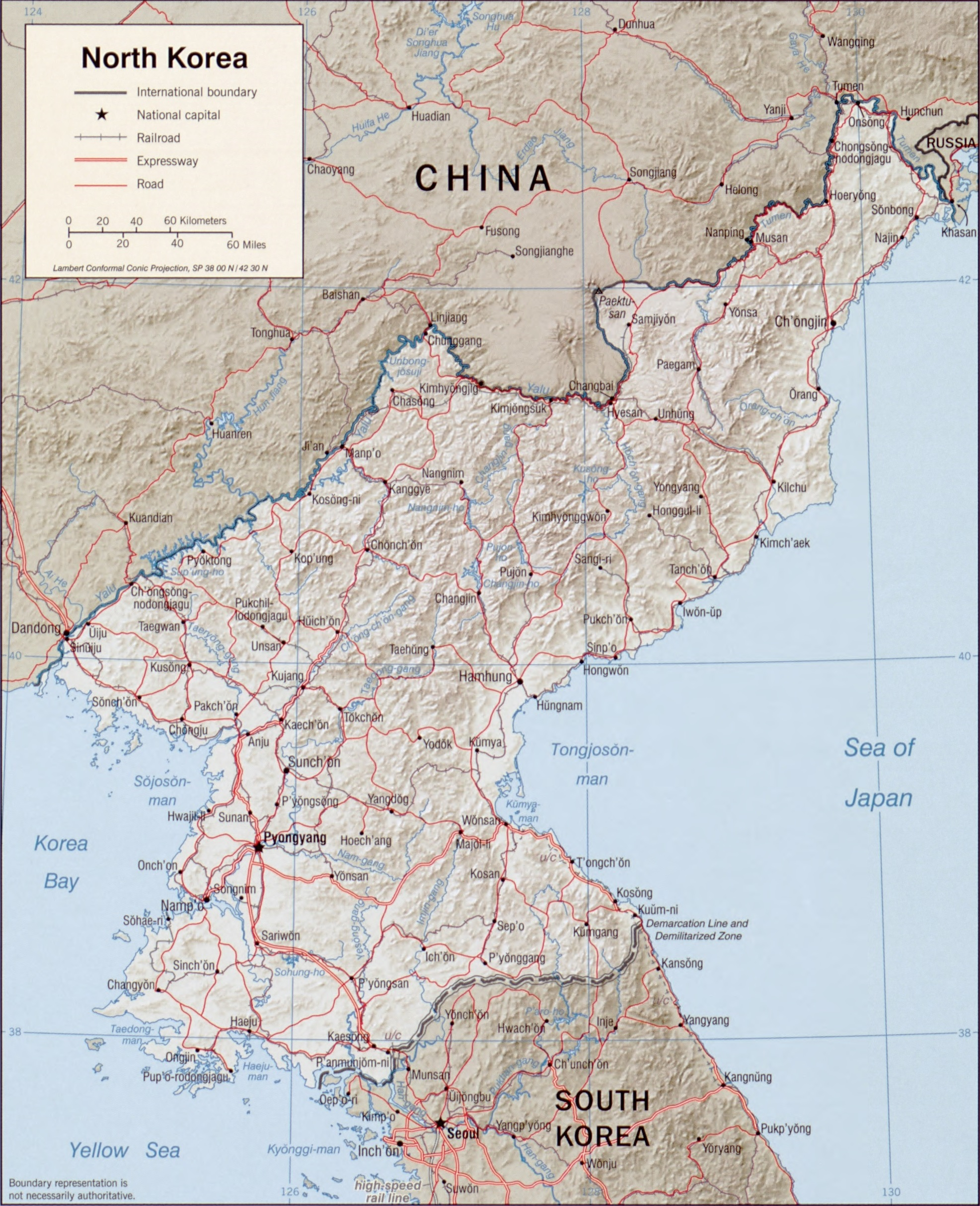
Infrastruktur Nordkoreas

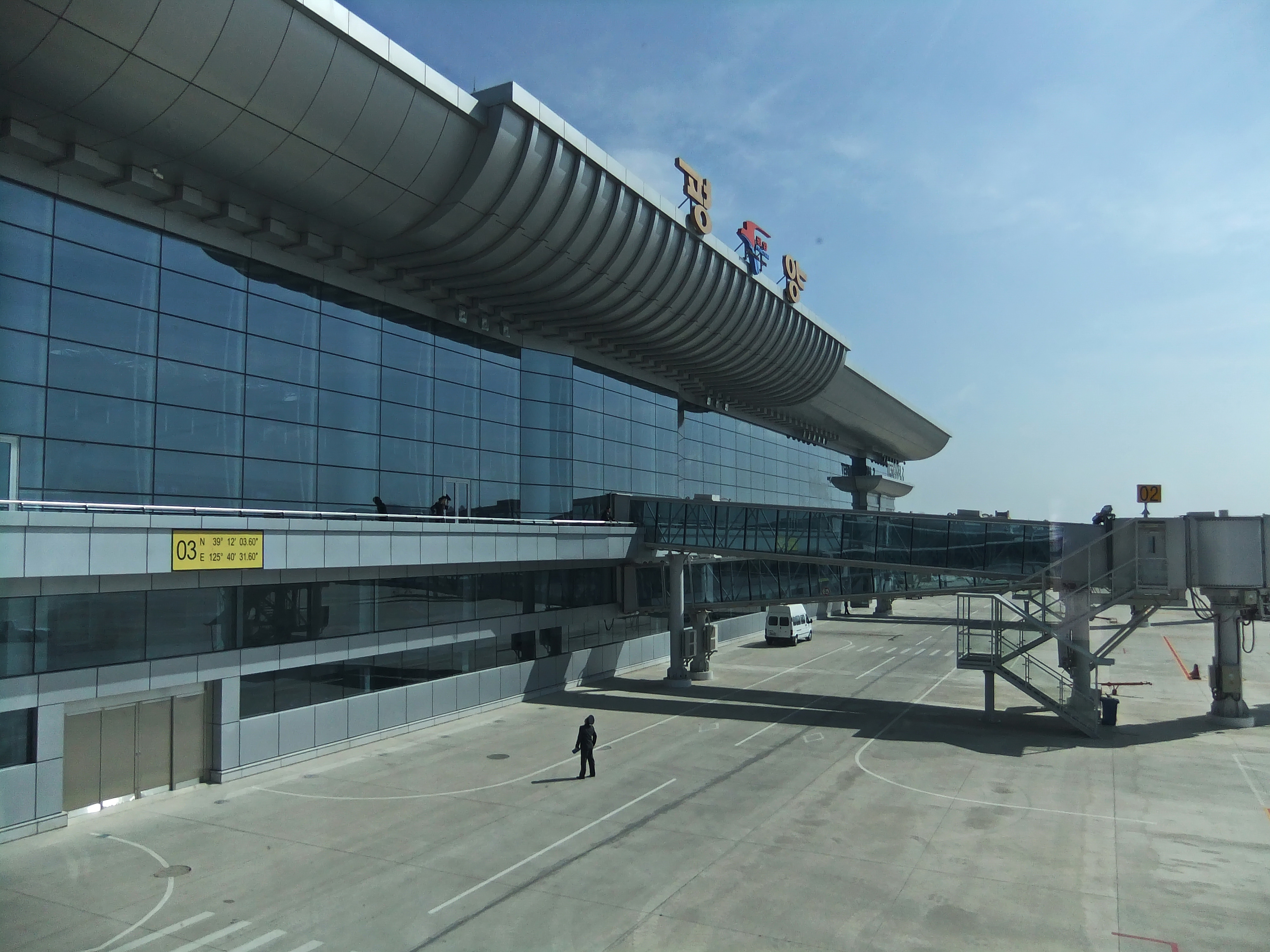
Terminal des Flughafens Sunan bei Pjöngjang

Das Verkehrsnetz ist vor allem auf die Bedürfnisse des Militärs ausgerichtet, so finden sich zum Beispiel in Grenzregionen riesige Betonsäulen neben der Straße, die im Bedarfsfall als Panzersperre auf die Straße gekippt werden können.
Der Hauptverkehrsträger ist die nordkoreanische Bahn. Sie leidet jedoch häufig an dem Energiemangel des Landes, so kommt es vor, dass E-Loks auf freier Strecke halten müssen, da die Oberleitung nicht genügend Spannung führt. Regelmäßige Fernzugverbindungen von Pjöngjang aus bestehen nach Peking (über Shenyang) und Moskau (über Shenyang oder Ussurijsk). Im Mai 2007 überquerten erstmals seit Jahrzehnten wieder Eisenbahnzüge die innerkoreanische Grenze. Einen regelmäßigen Personenzugverkehr zwischen Nord- und Südkorea lehnt der Norden jedoch ab. Russland befürwortet den Anschluss der sogenannten Transkoreanischen Eisenbahnmagistrale, die die Koreanische Halbinsel in Nord-Süd-Richtung durchquert, an die Transsibirische Eisenbahn. Die so entstehende Verbindung zwischen Südkorea und Europa würde im Güterverkehr (auch in Bezug auf den japanischen Markt) eine Alternative zum zeitaufwändigeren Schiffsweg bilden.
Zwischen Wŏnsan und Niigata in Japan bestand bis Juli 2006 eine unregelmäßige Fährverbindung, deren Benutzung Staatsbürgern Nordkoreas und Japans vorbehalten war. Auf der Linie verkehrte das 1992 mit Mitteln der Ch’ongryŏn gebaute Schiff Mangyongbyong-92. Nach den von Japan als unfreundlicher Akt verstandenen Raketentests verbot Japan der Fähre dauerhaft das Einlaufen in seine Häfen.
Von Pjöngjang führen Autobahnen nach Nordosten, nach Osten (Wŏnsan), nach Süden (Kaesŏng) und nach Westen (Namp’o), jedoch hat der motorisierte Individualverkehr in Nordkorea keine Bedeutung.
Bei Pjöngjang befindet sich der internationale Flughafen Sunan. Regelmäßige internationale Passagier-Flugverbindungen der staatlichen Fluggesellschaft Air Koryo bestehen jedoch lediglich nach Peking, Shanghai und Shenyang in China, Bangkok in Thailand sowie nach Wladiwostok. Inlandsflüge sind z. B. zum Flughafen Ch’ŏngjin möglich.
Am 22. April 2004 ereignete sich ein großes Zugunglück bei Ryongchŏn. Bei der Katastrophe in der an der Grenze zur Volksrepublik China gelegenen Stadt wurden laut der chinesischen Nachrichtenagentur Xinhua mindestens 161 Menschen getötet und etwa 1300 verletzt.
Es gibt zwei Straßenbahnnetze; die Straßenbahn Pjöngjang und die Straßenbahn Ch’ŏngjin. Das größte Busnetz bildet der Oberleitungsbus Pjöngjang.

### Energie
Das Kohlekraftwerk Pukchang ist, gefolgt vom Kraftwerk Pjöngjang, der größte Elektrizitätslieferant Nordkoreas. Ferner verfügt das Land über mehrere Wasserkraftwerke. Der Bau des Kernkraftwerks Kŭmho nördlich von Sinpo wurde 2003 eingestellt. Die Stromerzeugung in Nordkorea ist störungsanfällig.

### Telekommunikation und Internetanbindung
→ Siehe auch #Internet
Mobiltelefonie ist unter gewissen Einschränkungen seit 2002 möglich. Es gab zwei Mobilfunknetze: Koryolink und SunNet. SunNet wurde jedoch bereits 2010 zugunsten Koryolinks wieder geschlossen.
Geschätzt 14.000 Nordkoreaner oder 0,1 % der Bevölkerung nutzten 2016 das Internet. Freien Zugang zum weltweiten Internet haben nur wenige Tausend Menschen, überwiegend hohe Regierungsmitarbeiter. „Der übrigen Bevölkerung steht über wenige PCs in Internetcafés und Universitäten ein stark zensiertes, landeseigenes Intranet zur Verfügung. Für die gesamte Bevölkerung existieren gerade einmal 1024 IP-Adressen.“ Alle ausländischen Websites sind darin gesperrt.
Die physische Infrastruktur des Internets in Nordkorea wird (Stand Februar 2021) durch je ein chinesisches und ein russisches Unternehmen, die jeweils ein Kabel in Nordkorea betreiben, bereitgestellt. Das Projekt 38 North des US-Korea-Instituts der Johns-Hopkins-Universität berichtete, dass ab 1. Oktober 2017 eine weitere Internetanbindung über den russischen Telekomkonzern TransTeleCom eingerichtet wurde. Zuvor war Nordkorea nur über einen einzigen Knoten über das staatliche chinesische Telekomunternehmen China Unicom mit dem Internet verbunden. Nordkorea wird für verschiedene Cyberangriffe verantwortlich gemacht, darunter die auf Sony Pictures, Banken und die WannaCry-Attacke. Die Regierung in Pjöngjang weist die Vorwürfe zurück.

## Kultur

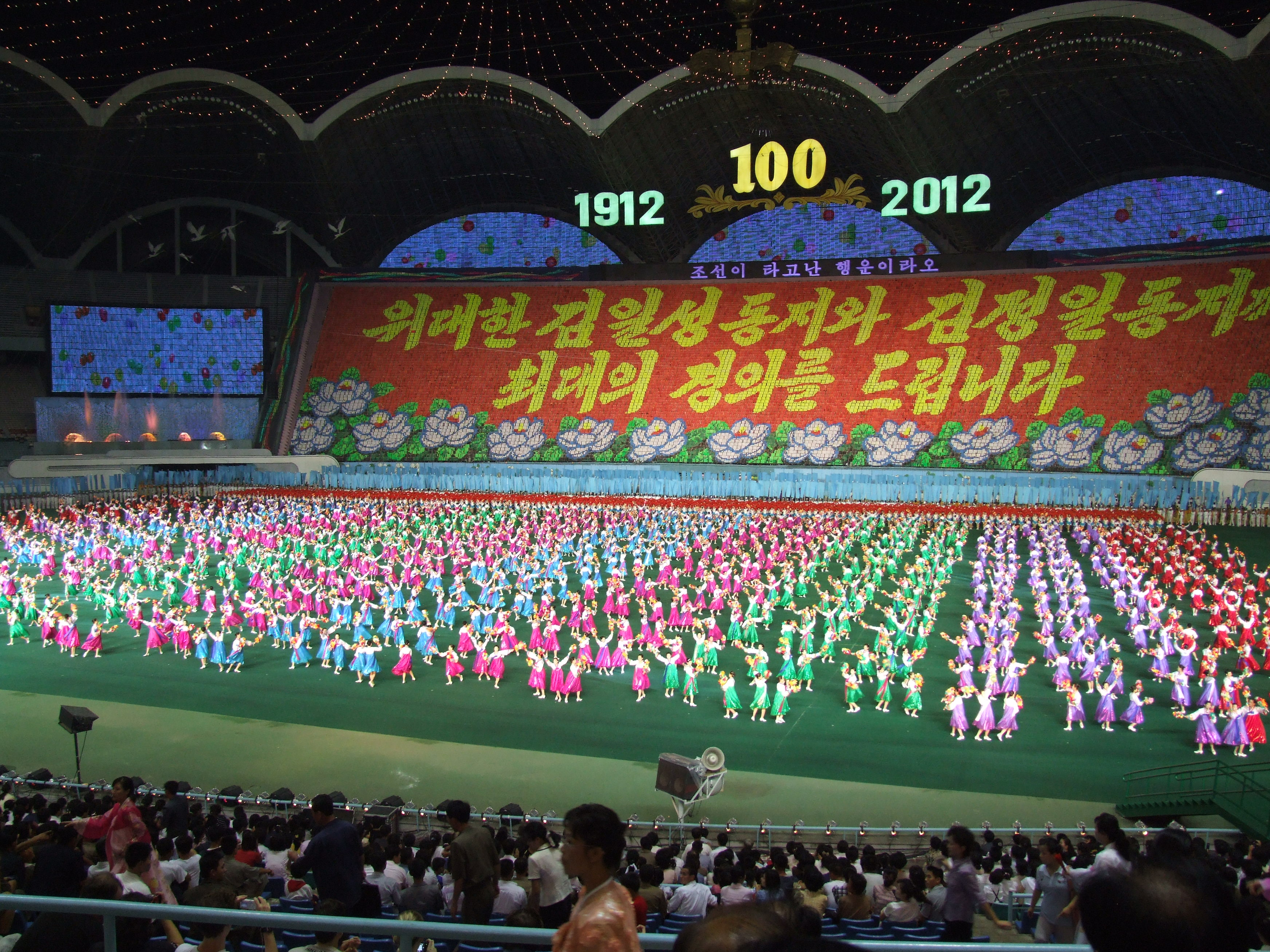
Darsteller beim Arirang-Festival im 1.-Mai-Stadion

Die nordkoreanische Kultur ist von der Verherrlichung des verstorbenen Vaters des gegenwärtigen Diktators Kim Jong-un, Kim Jong-il und dessen Vaters Kim Il-sung geprägt. Typisch sind Militärparaden und Massengymnastiken, an denen Tausende von Menschen mitwirken. Hierbei soll die unerschütterliche Treue und Opferbereitschaft für die Staatsführung beschworen werden. In diesem Zusammenhang ist das Arirang-Festival zu nennen, das jährlich zur Feier des Geburtstages Kim Il-sungs (15. April) veranstaltet wird. Es dauert jeweils zwei Monate und beginnt mit einer Eröffnungsfeier im Rŭngnado-1.-Mai-Stadion in Pjöngjang.
Im Juli 1989 wurden die 13. Weltfestspiele der Jugend und Studenten in Pjöngjang abgehalten, an denen rund 10.000 Jugendliche aus 177 Staaten sowie mehrere internationale Organisationen teilnahmen.

### Nationale Feier- und Gedenktage
| Datum                 | Name                                                                                            |
| --------------------- | ----------------------------------------------------------------------------------------------- |
| 1. Januar             | Neujahr                                                                                         |
| 25. Januar            | Neujahr nach dem Mondkalender (2020)                                                            |
| 16. Februar           | Tag des strahlenden Sterns, Geburtstag des Großen Führers Genosse Kim Jong-il (Chuch’e 31/1942) |
| 20. Februar           | Tag der Maschinenarbeiter                                                                       |
| 5. März               | Tag der Bauern                                                                                  |
| 8. März               | Internationaler Tag der Frauen                                                                  |
| 22. März              | Tag der Fischer                                                                                 |
| 5. April              | Tag der Gesundheit                                                                              |
| 6. April              | Wiederaufforstungstag                                                                           |
| 8. April              | Tag der Kommunikation                                                                           |
| 15. April             | Tag der Sonne, Geburtstag des Großen Führers Genosse Kim Il-sung (Chuch’e 1/1912)               |
| 25. April             | Gründungstag der Koreanischen Revolutionären Volksarmee (Chuch’e 21/1932)                       |
| 1. Mai                | Maifeiertag (Internationaler Tag der Arbeit (1890))                                             |
| 11. Mai               | Tag der Eisenbahn                                                                               |
| 15. Mai               | Tag der geologischen Forschung                                                                  |
| 21. Mai               | Tag der Bauarbeiter                                                                             |
| 1. Juni               | Internationaler Kindertag                                                                       |
| 6. Juni               | Tag der Gründung der koreanischen Kinderunion                                                   |
| 7. Juni               | Tag der nationalen Industrie                                                                    |
| 1. Juli               | Tag der Minenarbeiter                                                                           |
| 7. Juli               | Tag der Kohlenbergleute                                                                         |
| 8. Juli               | Todestag des Großen Führers Genosse Kim Il-sung (Chuch’e 83/1994)                               |
| 27. Juli              | Tag des Sieges im Vaterländischen Befreiungskrieg (Chuch’e 42/1953)                             |
| 10. August            | Tag der Waldarbeiter                                                                            |
| 15. August            | Tag der nationalen Befreiung (Chogukhaebang’ŭi nal) (Chuch’e 34/1945)                           |
| 20. August            | Tag der Luftwaffe                                                                               |
| 28. August            | Tag der Marine                                                                                  |
| 28. August            | Jugendtag                                                                                       |
| 5. September          | Tag der Erziehung                                                                               |
| 9. September          | Nationalfeiertag (Gründungstag der Demokratischen Volksrepublik Korea) (Chuch’e 37/1948)        |
| 15. September         | Tag des Handels                                                                                 |
| 2. Sonntag im Oktober | Tag des Sports                                                                                  |
| 9. Oktober            | Tag der Metallarbeiter                                                                          |
| 10. Oktober           | Tag der Gründung der Partei der Arbeit Koreas                                                   |
| 14. Oktober           | Tag der Werktätigen des Rundfunks                                                               |
| 15. Oktober           | Tag der Textilindustrie                                                                         |
| 1. November           | Tag der Presse                                                                                  |
| 16. November          | Tag des Land- und Wassertransports                                                              |
| 6. Dezember           | Tag der chemischen Industrie                                                                    |
| 17. Dezember          | Todestag des Großen Führers Genosse Kim Jong-il (Chuch’e 100/2011)                              |
| 27. Dezember          | Tag der Verkündung der Sozialistischen Verfassung der DVRK (Chuch’e 61/1972)                    |

### Bibliothekswesen
Es soll 15.000 Bibliotheken in Nordkorea geben. Jede Kommune ist verpflichtet, neben der alltäglichen Grundversorgung auch Bibliotheken einzurichten.
Allerdings gibt es keine bibliothekarische Ausbildung. Die Übernahme einer Bibliotheksleitung, zumindest einer Hochschulbibliothek, setzt ein Hochschulstudium voraus. Eine Initiative des Goethe-Instituts versucht seit Mai 2005, dem Land zu einer qualifizierten Ausbildungsstätte für Bibliothekare zu verhelfen.
Die Nationalbibliothek in Pjöngjang nennt sich Große Studienhalle des Volkes und ist eine Mischung aus Bibliothek und Volkshochschule. Sie soll 30 Millionen Medieneinheiten beherbergen. Zu besichtigen sind zahlreiche spezialisierte Lesesäle sowie Hörsäle, Sprachlabore und Einrichtungen für die Produktion von Fernlehrmaterialien.

### Musik
Das Nationale Sinfonieorchester der DVRK wurde aus dem 1950 bis 1953 bestehenden Orchester der Volksarmee gebildet und hat heute etwa 120 Mitglieder. Es wurde von Kim Byong-hwa (1936–2021) geleitet. Während zunächst viele der Musiker in der Sowjetunion und Osteuropa ausgebildet worden waren, hat die jüngere Generation vor allem an der Musikhochschule von Pjöngjang studiert. Die wenigen außerhalb Nordkoreas erhältlichen Aufnahmen zeigen durchgehend ein den Maßstäben internationaler Spitzenorchester entsprechendes Niveau.
Das Repertoire der nordkoreanischen Orchester besteht aus Kompositionen bekannter europäischer Komponisten der klassischen und romantischen Epoche, unter anderem auch Schostakowitsch und Prokofjew und vor allem zeitgenössischer nordkoreanischer Musik, die sich durchgehend am Sozialistischen Realismus orientiert und stark von koreanischer Volksmusik beeinflusst ist. Beliebt ist die Integration von Folkloreinstrumenten in den klassischen Klangkörper. Bei vielen nordkoreanischen Kompositionen wird das Nationale Sinfonieorchester als Autor angegeben. Beinahe alle Kompositionen haben programmatische Titel und beziehen sich oft auch auf aktuelle politische oder gesellschaftliche Ereignisse. Einer der wenigen namentlich bekannten Komponisten ist Choe Song-hwan.
Ein besonderes Ansehen genießt der deutsch-koreanische Komponist Yun Isang (Isang Yun) (1917–1995), nach dem auch zahlreiche kulturelle Institutionen benannt sind.
Ein weiteres bekanntes Orchester ist das Yun I Sang Philharmonic Orchestra, das von Kim Il-jin (* 1956) dirigiert wird.

### Bildende Kunst
Nordkoreanische Gegenwartskunst zeichnet sich durch den Einsatz traditioneller Arbeitsmethoden wie Tuschemalerei und Holzschnitt aus und ist international noch weitgehend unbeachtet.
Internationale Aufmerksamkeit erlangte ein großes Gemälde des Malers der Wellen Kim Song Gun, da es im Hintergrund eines Fotos von Bill Clintons Besuch bei Kim Jong-il im Jahre 2009 zu sehen war.
Eine handwerkliche Besonderheit stellen gestickte Bilder dar, die auf den ersten Blick kaum von Fotos zu unterscheiden sind.

### Film
Da ausländische Kinofilme kaum in Nordkorea zu sehen sind (allenfalls einige ausgewählte chinesische und in der Vergangenheit sowjetische Produktionen), kommt der heimischen Filmindustrie besondere Bedeutung zu. Verstärkt wird dies auch dadurch, dass der ehemalige Staatschef Kim Jong-il als ausgesprochener Liebhaber des Kinos galt. Wie das gesamte Spektrum der Kunst in Nordkorea befasst sich auch der Film oft mit propagandistischen Themen, sprich der Verherrlichung der beiden Kims, dem Aufbau des Chuch’e-Sozialismus und dem Kampf gegen die „amerikanischen Imperialisten“. Ein Film, der auch über die Grenzen des Landes hinaus – zumindest unter Cineasten – einen gewissen Bekanntheitsgrad erlangt hat, ist Das Blumenmädchen von 1972, der auf dem 18. Internationalen Filmfestival Karlovy Vary mit einem Sonderpreis ausgezeichnet wurde.
Seit 1987 findet, nunmehr alle zwei Jahre, das Internationale Filmfestival von Pjöngjang (ehemals Internationales Pjöngjanger Filmfestival der Blockfreien und anderer Entwicklungsländer) statt. Beim 9. Festival im September 2004 wurde unter anderem der Film Kick It Like Beckham gezeigt. Bei beiden Vorführungen befanden sich je etwa 2000 Nordkoreaner im Kinosaal. Der Film wie auch die anderen internationalen Filme zog viele einheimische Besucher an. Von den 2006 gezeigten 73 Filmen waren neun chinesische, sieben deutsche, sechs ägyptische, fünf russische, vier britische und vier nordkoreanische Produktionen. Den Preis als bester Film erhielt Dennis Gansels Film Napola – Elite für den Führer. Spezialpreise erhielten auch der Eröffnungsfilm Das Wunder von Bern von Sönke Wortmann und Marc Rothemunds Sophie Scholl – Die letzten Tage. Das letzte Filmfestival fand im September 2016 statt.
Im Dezember 2020 verabschiedete die nordkoreanische Regierung ein Gesetz gegen „reaktionäre Ideologie und Kultur“. Die Verbreitung von Filmen oder Serien aus Südkorea, den USA oder Japan kann mit der Todesstrafe geahndet werden. Sie anzusehen kann zu 15 Jahren Haft in einem Straflager führen.

### Architektur
Die nordkoreanische Architektur wird im Wesentlichen von zwei Faktoren bestimmt. Wie in den meisten sozialistischen bzw. ehemals sozialistischen Ländern findet man auch in Nordkorea vom in den 1960er Jahren einsetzenden pragmatischen Baustil geprägte schlichte Hochbauten (Plattenbauten). Dies betrifft vor allem den Wohnungsbau. Repräsentative Bauten zeichnen sich dagegen durch ihre besondere Größe und Pracht aus. Im Gegensatz zu anderen sozialistischen Ländern sind diese Bauten in Nordkorea jedoch nicht immer vom Modernismus beeinflusst (wie etwa das Koryŏ-Hotel und das nicht vollendete Ryugyŏng-Hotel in Pjöngjang), sondern in besonderer Weise von der traditionellen koreanischen Bauweise (Pagodenstil). Beispiele hierfür sind etwa die Große Studienhalle des Volkes in Pjöngjang und die Gebäude der so genannten Freundschaftsausstellung in den Myohyang-Bergen.

### Sport
Die größte Sportveranstaltung des Landes ist das Arirang-Festival, ein von Massentänzen und Massengymnastiken geprägter Anlass, der im Rŭngnado-May-Day-Stadion ausgetragen wird.
Seit 1972 – mit Ausnahme der Spiele 1984, 1988 und 2021 – nimmt Nordkorea an den Olympischen Sommerspielen teil. Insgesamt gewannen die Athleten des Landes 55 Medaillen, davon 16 Gold-, 16 Silber- und 23 Bronzemedaillen. Erfolgreichste Sportart ist Gewichtheben mit 18 Auszeichnungen für Nordkorea.
Im Fußball konnte das Land bisher einige Erfolge feiern. Die Nationalmannschaft der Herren qualifizierte sich für die Weltmeisterschaft 1966 und erreichte dort überraschend das Viertelfinale, wo man gegen Portugal verlor (3:5). Nach 44-jähriger Pause gelang der Mannschaft die Teilnahme an der Weltmeisterschaft 2010 in Südafrika, sie schied aber nach drei Niederlagen in der Gruppenphase gegen Brasilien (1:2), Portugal (0:7) und Elfenbeinküste (0:3) noch vor dem Achtelfinale aus. Die Nationalmannschaft der Damen ist eine etablierte Größe im asiatischen Frauenfußball, dreimal konnte die Auswahl des Landes bereits die Asienmeisterschaft gewinnen. Hinzu kommen die WM-Teilnahmen von 1999, 2003, 2007 und 2011. Mit den Jugendmannschaften wurden die Nordkoreanerinnen bereits 2006 (U-19) und 2008 (U-17) Weltmeister.
Während der Fußball-Weltmeisterschaft der Frauen 2011 wurde in Urinproben der nordkoreanischen Spielerinnen Song Jong-sun und Jong Pok-sim eine Substanz der Gruppe S1B (Steroidhormone) nachgewiesen. Der nordkoreanische Verband verzichtete auf eine Analyse der B-Probe, was Experten gemeinhin als Schuldeingeständnis werten. Anschließend wurde der komplette WM-Kader Nordkoreas zur Dopingkontrolle gebeten. Die FIFA teilte daraufhin mit, dass drei weitere nicht namentlich genannte Spielerinnen der Mannschaft Nordkoreas des Dopings überführt worden seien. Bei allen Sportlerinnen seien 14 unterschiedliche Steroide gefunden worden, wovon vier auf der Dopingliste stünden. Die während der WM des Dopings überführten nordkoreanischen Spielerinnen Jong Pok-sim, Hong Myong-hui, Ho Un-byol, Ri Un-hyang wurden von der FIFA am 25. August 2011 für 18 Monate sowie Song Jong-sun für 14 Monate gesperrt. Die Ärztin des nordkoreanischen Fußballverbands, Nam Jong-ae, wurde für sechs Jahre gesperrt. Darüber hinaus wurde gegen den nordkoreanischen Fußballverband eine Geldstrafe von 400.000 US-Dollar verhängt. Die Nationalmannschaft wurde von der WM 2015 in Kanada ausgeschlossen.
1995 wurde mit Collision in Korea erstmals ein Wrestlingevent veranstaltet. Seit 2011 wird auf dem Pyongyang Golf Complex jährlich ein Golfturnier namens DPRK Amateur Golf Open veranstaltet. Der Munsu Water Park wurde im November 2013 eröffnet.
Der niederländische Fußballtrainer Guus Hiddink baut seit 2015 Futsal-Strukturen auf.
2019 wurde durch ein Bild aus der Wikipedia die bereits 2003 gebaute Skisprung-Großschanze Samjiyŏn Ski Jump entdeckt. Es ist unklar, ob sie jetzt aktiv war. Eine in den 1990er Jahren in Tirol errichtete und 2014 abgebaute Gondelbahn des Herstellers Doppelmayr wurde – als Gebrauchtanlage über China gehandelt – im nordkoreanischen Skigebiet Masik-Ryong aufgestellt, obwohl Doppelmayr entsprechende Anfragen aufgrund von Handelssanktionen abgelehnt hatte.

### Geschichte und Politik
in der Reihenfolge des Erscheinens
- Ernst Kux, Joseph C. Kun: Die Satelliten Pekings. Nordvietnam-Nordkorea. W. Kohlhammer GmbH, Stuttgart 1964.
- Kim Han Gil: Modern History of Korea. Foreign Languages Publishing House, Pyongyang 1979.
- Xing-Hu Kuo: Nordkorea. Ein fernöstlicher Gulag. Seewald, Stuttgart 1983, ISBN 3-512-00681-7.
- Peter Schaller: Nordkorea. Ein Land im Banne der Kims. Tykve, Böblingen 1994, ISBN 3-925434-82-8.
- Bruce Cumings: Korea’s Place in the Sun. A Modern History. W. W. Norton & Company, 1998, ISBN 0-393-31681-5 (englisch).
- Pierre Rigoulot: Verbrechen, Terror und Geheimnis in Nordkorea. In: Stéphane Courtois, Nicolas Werth u. a. (Hrsg.): Das Schwarzbuch des Kommunismus. Unterdrückung, Verbrechen und Terror. München/Zürich 1998, ISBN 3-492-04053-5, S. 609–629 (original frz.: 1997).
- Pierre Rigoulot: Nordkorea: Steinzeitkommunismus und Atomwaffen, Anatomie einer Krise. Kiepenheuer & Witsch, Köln 2003, ISBN 3-462-03347-6.
- Rüdiger Frank: Nordkorea: Zwischen Stagnation und Veränderungsdruck. In: Claudia Derichs, Thomas Heberer (Hrsg.): Einführung in die politischen Systeme Ostasiens: VR China, Hongkong, Japan, Nordkorea, Südkorea, Taiwan. Leske und Budrich, Opladen 2003, ISBN 3-8100-3534-3, S. 271–325.
- Hyondok Choe, Du-Yul Song, Rainer Werning (Hrsg.): Wohin steuert Nordkorea? Soziale Verhältnisse – Entwicklungstendenzen – Perspektiven. PapyRossa Verlag, Köln 2004, ISBN 3-89438-309-7.
- Hanns W. Maull, Ivo M. Maull: Im Brennpunkt: Korea. C.H. Beck Verlag, München 2004, ISBN 3-406-50716-6.
- John Feffer: Nordkorea und die USA, die amerikanischen Interessen auf der koreanischen Halbinsel. Diederichs, München 2004, ISBN 3-7205-2484-1.
- Martin Fritz: Schauplatz Nordkorea. Das Pulverfass im Fernen Osten. Herder, Freiburg/Basel/Wien 2004, ISBN 3-451-05464-7.
- Michael Breen: Kim Jong-il: Nordkoreas „Geliebter Führer“. Europäische Verlagsanstalt, 2004, ISBN 3-434-50585-7.
- Jasper Becker: Rogue Regime: Kim Jong Il and the Looming Threat of North Korea. Oxford University Press, 2004.
- Andrei Lankow: KNDR wtschera i sewodnja. Neformalnaja istorija Sewernoj Korei. Wostok-Sapad, Moskau 2005, ISBN 5-478-00060-4 (russisch).
- Paul French: North Korea. The Paranoid Peninsula. A Modern History. Zed Books, London/New York 2005, ISBN 1-84277-473-5 (englisch).
- Alexander Schebin: Ewoljuzija polititscheskoi sistemy KNDR w uslowijach globalnych peremen. Russkaja Panorama, Moskau 2006, ISBN 5-93165-153-5 (russisch, „Evolution des politischen Systems der DVRK unter den Bedingungen globaler Veränderungen“).
- Barbara Demick: Im Land des Flüsterns. Geschichten aus dem Alltag in Nordkorea. Droemer, München 2013, ISBN 978-3-426-30113-5 (Originaltitel Nothing to Envy: Ordinary Lives in North Korea; in Deutsch ursprünglich erschienen unter dem Titel Die Kinogänger von Chongjin, München 2010)
- Andrei Lankow: The Real North Korea: Life and Politics in the Failed Stalinist Utopia. Oxford University Press, New York 2014, ISBN 978-0-19-996429-1.
- Rüdiger Frank: Nordkorea. Innenansichten eines totalen Staates. DVA, München 2014, ISBN 978-3-421-04641-3.

### Wirtschaft und Reformprozesse
- Ralph Wrobel: North Korea after the Nuclear Crisis: The Future of the Economic Reforms, in: Post Communist Economies, Vol. 12, No. 4 (2007), S. 483–504.
- Ralph Wrobel: The Double Challenge of Transformation and Integration: German Experiences and Consequences for Korea, in: Dean Frear (Hrsg.): The Economy and Economics after Crisis, Berlin 2011, S. 211–234 (zusammen mit Jüri Sepp).
- Rainer Dormels: North Korea's Cities: Industrial facilities, internal structures and typification, Jimoondang, 2014, ISBN 978-89-6297-167-5.

### Reise- und Erfahrungsberichte von Ausländern
- Luise Rinser: Nordkoreanisches Reisetagebuch. Fischer, Frankfurt am Main 1981, ISBN 3-596-24233-9.
- Alfred Pfabigan: Schlaflos in Pjöngjang. Vom gescheiterten Versuch, einen skeptischen Europäer zu einem Mitglied der Großen Roten Familie zu machen. Verlag Christian Brandstätter, Wien 1986, ISBN 3-85447-204-8.
- Uwe Gerig: Roter Gott im „Paradies“. Reisenotizen und Bilder aus Nordkorea. Anita Tykve Verlag, Böblingen 1987, ISBN 3-925434-14-3.
- Hans Maretzki: Kim-ismus in Nordkorea: eine Analyse des letzten DDR-Botschafters in Pjöngjang. Anita Tykve Verlag, Böblingen 1991, ISBN 3-925434-49-6.
- Oliver Mohr: Hinter dem 38. Breitengrad. Mit ‚Cap Anamur‘ in Nordkorea. Lamuv Verlag GmbH, Göttingen 2000, ISBN 3-88977-586-1.
- Nanchu/Xing Hang: In North Korea. An American Travels through an Imprisoned Nation. McFarland & Company, Jefferson (North Carolina)/London 2003, ISBN 0-7864-1691-2.
- Christoph Moeskes (Hrsg.): Nordkorea. Einblicke in ein rätselhaftes Land. Ch. Links, Berlin 2004, ISBN 3-86153-318-9.
- Norbert Vollertsen: Inside North Korea. Diary of a mad place. Encounter Books, 2004, ISBN 1-893554-87-2 (englisch).
- Michael Harrold: Comrades and Strangers. Behind the Closed Doors of North Korea. Wiley & Sons, Chichester 2004, ISBN 0-470-86976-3.
- Guy Delisle: Pyongyang. Drawn & Quarterly, 2005, ISBN 1-896597-89-0.
- Tony Wheeler: Badlands: A Tourist on the axis of evil. Lonely Planet Publications, 2007, ISBN 978-1-74179-186-0.
- Malte Herwig, Der große Diktator: Kims Kino, Zeit-Magazin, 23. Dezember 2008 Psychologisches Porträt Kim Jong Ils als Künstler-Diktator (PDF; 586 kB)
- Felix Abt: North Korea – doing business in a demanding environment. In: Magazin „Insight Asia Pacific“. OAV, Hamburg September 2009 online-Version (PDF; 1,1 MB)

### Berichte von Nordkoreanern
- Kim Hyun-hee: Die Tränen meiner Seele. Brunnen Verlag, Basel/Gießen 1999, ISBN 3-7655-3625-3.
- Kang Chol-hwan (mit Pierre Rigoulot): Les Aquariums de Pyongyang. Dix Ans au Goulag Nord-Coréen. Paris: Robert Laffont 2000, ISBN 2-221-09101-9. (französisch; englische Übersetzung: Aquariums of Pyongyang. Ten Years in the North Korean Gulag. New York: Basic Books 2001, ISBN 0-465-01101-2; Ein ins Deutsche übersetzter Ausschnitt ist zu finden in: Christoph Moeskes (Hrsg.): Nordkorea. Einblicke in ein rätselhaftes Land. Berlin: Ch. Links, 2004.)
- Juliette Morillot/Dorian Malovic: Évadés de Corée du Nord. Témoignages. Belfond Presses de la Cité, Paris 2004, ISBN 2-7144-4057-6.
- Lee Soon-ok: Lasst mich eure Stimme sein! Sechs Jahre in Nordkoreas Arbeitslagern. Brunnen Verlag, Gießen 2005, ISBN 3-7655-3848-5.
- Hyok Kang: Ihr seid hier im Paradies. Meine Kindheit in Nordkorea. Goldmann, 2005, ISBN 3-442-15346-8.
- Ingrid Steiner-Gashi und Dardan Gashi: Im Dienst des Diktators: Leben und Flucht eines nordkoreanischen Agenten. Ueberreuter, 2010, ISBN 978-3-8000-7450-1.
- Blaine Harden: Flucht aus Lager 14. Deutsche Verlags-Anstalt, 2012, ISBN 978-3-421-04570-6.
- Yeonmi Park: Meine Flucht aus Nordkorea. Goldmann, München 2016, ISBN 978-3-442-15913-0.

### Bildbände
- Christian Kracht, Eva Munz, Lukas Nikol: Die totale Erinnerung. Kim Jong Ils Nordkorea. Rogner & Bernhard, Berlin 2006, ISBN 3-8077-1020-5.
- Philippe Chancel: Nordkorea. Fotografien aus einem abgeschotteten Land. Schwarzkopf & Schwarzkopf, Berlin 2006, ISBN 3-89602-739-5.
- Peter Noever (Hrsg.): Blumen für Kim Il Sung – Kunst und Architektur in der Demokratischen Volksrepublik Korea, Ausstellungskatalog: Museum für angewandte Kunst (MAK), Wien/Verlag für moderne Kunst, Nürnberg, 2010, ISBN 978-3-86984-107-6.
- Philipp Meuser: Architekturführer Pjöngjang. 2 Bände: Reiseführer Nordkorea. 1. Auflage Mai 2011, Dom Publishers, ISBN 978-3-86922-126-7.
- Tomas van Houtryve: Geschlossene Gesellschaften. Eine fotografische Reise durch kommunistische Länder. Benteli, Bern 2012, ISBN 978-3-7165-1714-7 (darin: Nordkorea Arbeiterparadies, S. 61–103).
- Luca Faccio: „Common Ground“. Ausstellungskatalog: Common Ground Künstlerhaus Wien. Wien/Verlag für moderne Kunst, Nürnberg, 2014, ISBN 978-3-86984-474-9.
- Luca Faccio: „Image transfers, Pyongyang-Wien“. Ausstellungskatalog: Image transfers, Pyongyang-Wien Kunsthalle Wien. Wien/Österreichisches Institut für Photographie und Medienkunst / EIKON, 2007, ISBN 978-3-902250-30-8.
- Julia Leeb: North Korea – Anonymous Country. teNeues Verlag, Kempen 2014, ISBN 978-3-8327-9843-7.
- Xiomara Bender: North Korea. The Power Of Dreams. Kehrer, Heidelberg und Berlin 2016, ISBN 978-3-86828-735-6.
- The North Koreans. Glimpses of daily life in the DPRK. Mit Fotografien von Martin Tutsch, Eric Lafforgue, Raymond K. Cunningham Jr. u. a., Primavera Pers, Leiden 2016, ISBN 978-90-5997-230-8.
- Werner Kohn: Nordkorea, Erich-Weiß-Verlag, Bamberg 2018, ISBN 978-3-940821-59-1.
- Tariq Zaidi: North Korea. The People’s Paradise. Kehrer, Heidelberg 2024, ISBN 978-3-96900-149-3.